# Liste von Luftangriffen der Alliierten auf das Deutsche Reich (1939–1945)

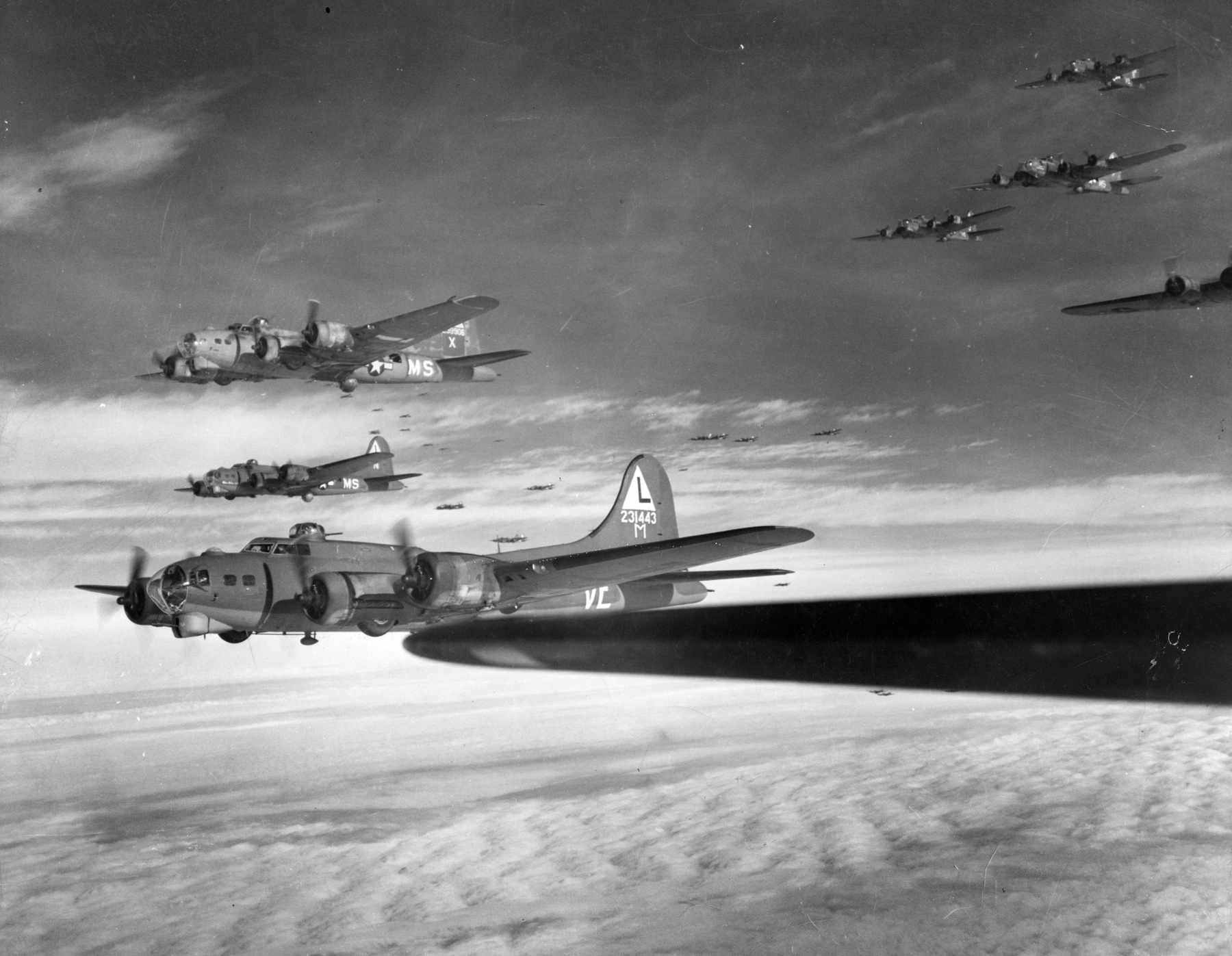
B-17G-Bomber der USAAF auf dem Weg nach Westfalen, 1944

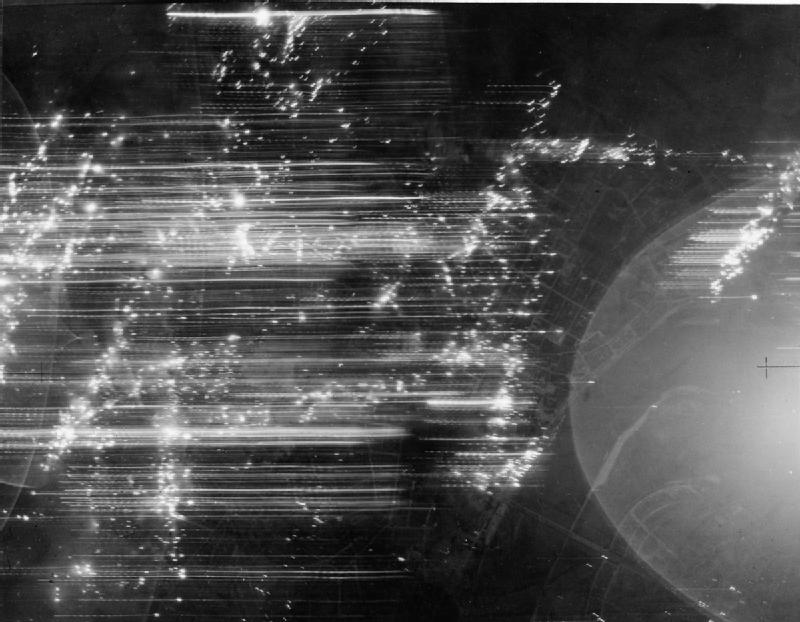
Nachtangriff der RAF auf Düsseldorf, 1943

Bereich der deutschen Luftabwehr, 1944

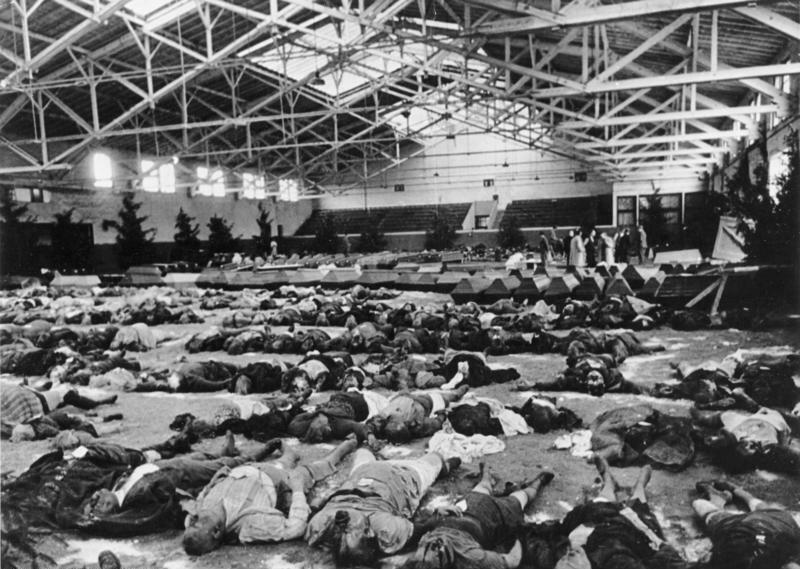
Kölner Opfer

Diese Liste der Luftangriffe der Alliierten enthält bislang nur einen kleinen Teil aller Bombardierungen der Royal Air Force und der United States Army Air Forces im Deutschen Reich während des Zweiten Weltkriegs. Sie kann jedoch bereits eine erste Übersicht geben.
Die Luftangriffe der Anti-Hitler-Koalition von 1939 bis 1945 waren die Reaktion auf die militärische Aggression des nationalsozialistischen Deutschlands in Europa, insbesondere gegen Westeuropa und den transatlantischen Handelsverkehr. Anfänglich wurden die Angriffe von alliierter Seite nur taktisch geführt. Nachdem die deutsche Luftwaffe wie bereits zuvor im Spanischen Bürgerkrieg (Luftangriff auf Gernika) strategische Bombardements gegen feindliche Städte flog (zum Beispiel Bombardierung Warschaus, Rotterdams, Londons und anderer britischer Großstädte), ging man ab 1942 auf alliierter Seite zu einem strategischen Einsatz der Luftstreitkräfte mit Flächenbombardements über. Die Leitlinien dazu wurden in Großbritannien 1942 vom Air Ministry mit der Area Bombing Directive festgelegt. Basierend auf den Beschlüssen der Casablanca-Konferenz wurde in der Combined Bomber Offensive einer grundsätzlichen Arbeitsteilung mit Nachtangriffen des RAF Bomber Command gegen Flächenziele und Tagangriffen der United States Army Air Forces (USAAF) gegen Punktziele festgelegt. Die sowjetischen Luftstreitkräfte beschränkten sich hingegen weitgehend auf taktische Ziele. Die Luftangriffe der Westalliierten hatten zum Ziel, zivile Infrastruktur und kriegswichtige Industrie im Deutschen Reich zu zerstören oder zu schwächen, sowie durch massive Zerstörung von Stadtkernen und Wohnvierteln die Bevölkerung zu demoralisieren. Wie später die Atombombenabwürfe auf Hiroshima und Nagasaki im Pazifikkrieg sollten sie in Europa ein schnelleres Ende von Krieg und nationalsozialistischer Gewaltherrschaft herbeiführen. Die NS-Propaganda benutzte den Bombenkrieg für ihre Hetze und Durchhalteparolen, was unter anderem zu zahlreichen Übergriffen auf abgestürzte alliierte Flugzeugbesatzungsmitglieder führte. Die moralischen und rechtlichen Aspekte der alliierten Flächenbombardements sind bis heute umstritten.

## Bombardierungen

### A
- Luftangriffe auf Aachen[1]
- Luftangriffe auf Aalen[2]
- Luftangriff auf Achern[3]
- Luftangriff auf Albbruck[4]
- Luftangriff auf Alsfeld[5]
- Luftangriffe auf Alzenau[6]
- Luftangriff auf Amberg[7]
- Luftangriff auf Amsdorf[8]
- Luftangriffe auf Anklam
- Luftangriffe auf Ansbach[9]
- Luftangriffe auf Arnsberg und den Bahnviadukt
- Luftangriffe auf Arnstadt
- Luftangriffe auf Aschaffenburg
- Luftangriffe auf Aschersleben
- Luftangriff auf Attnang-Puchheim[10]
- Luftangriffe auf Augsburg
- Luftangriff auf Aulendorf[11]

### B
- Luftangriffe auf Bad Berka
- Luftangriff auf Bad Dürkheim[12]

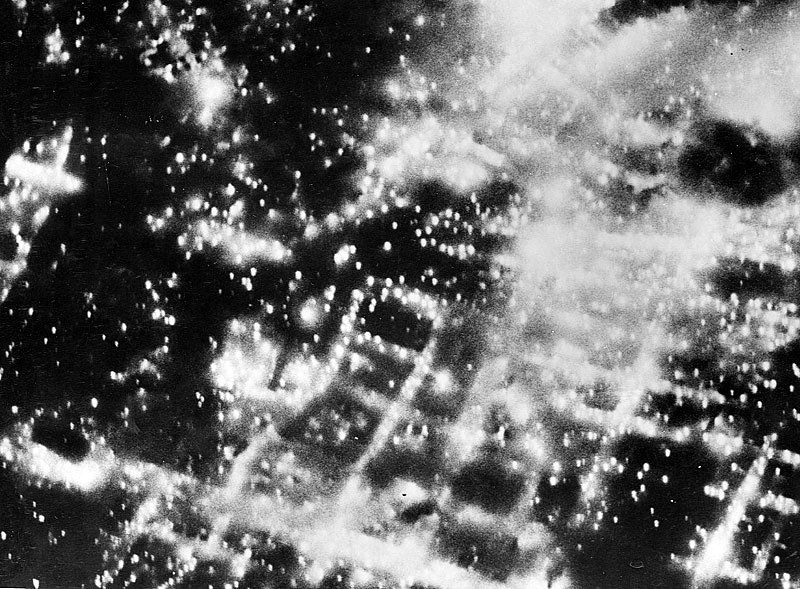
Braunschweig, Oktober 1944

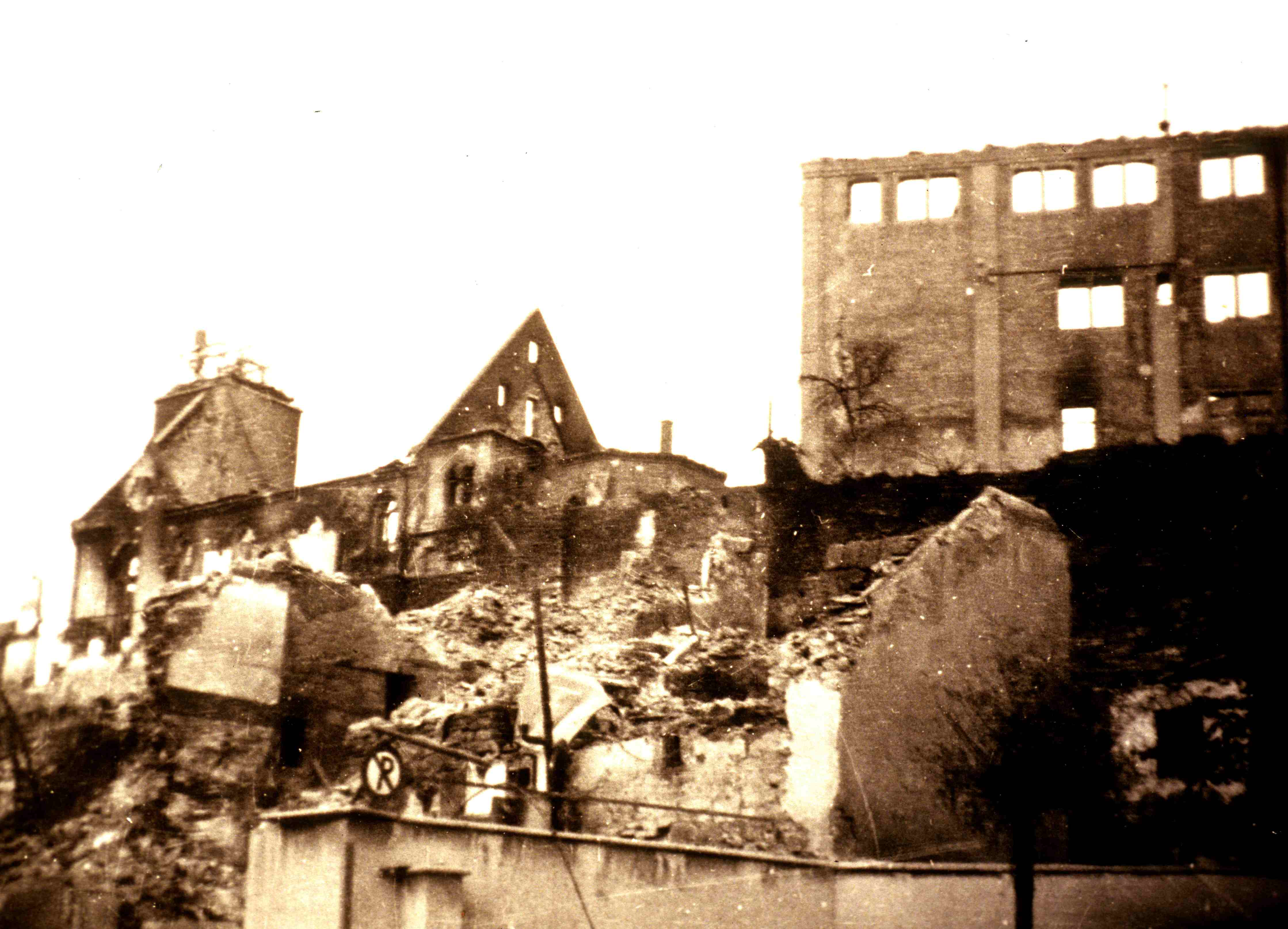
Böblingen, Oktober 1943

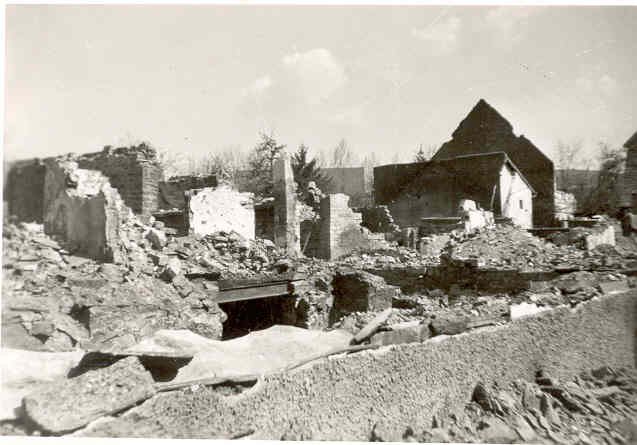
Berghausen (Pfinztal), 1944

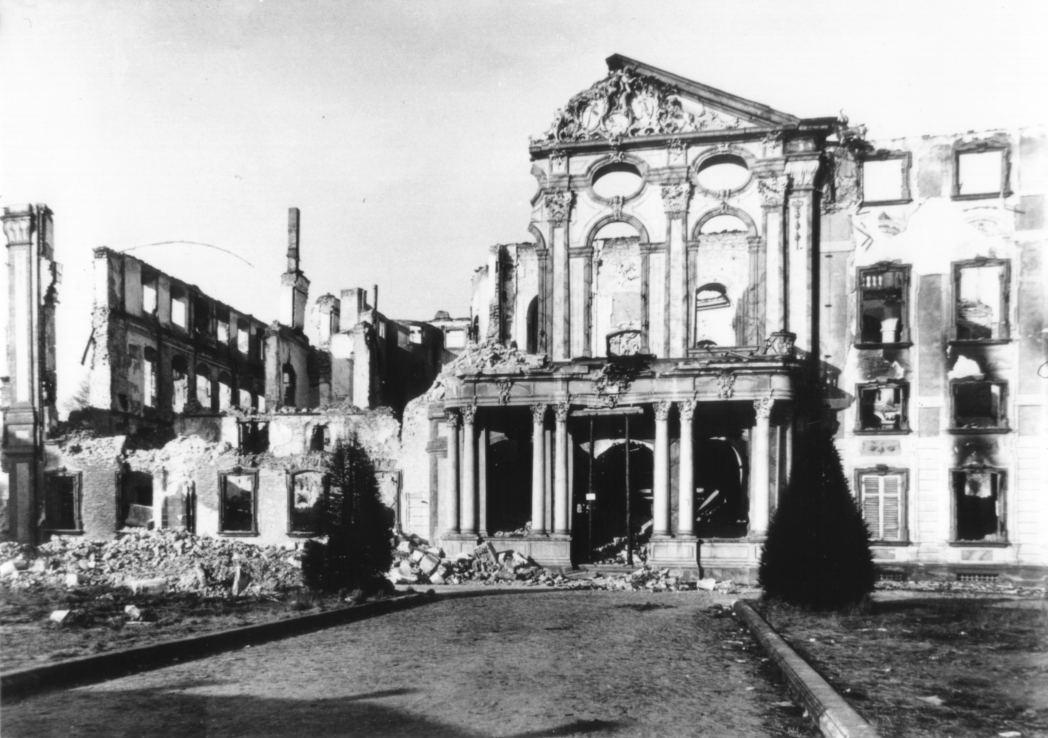
Bruchsal, 1945

- Luftangriffe auf Bad Friedrichshall
- Luftangriff auf Bad Homburg vor der Höhe
- Luftangriff auf Bad Kreuznach[13]
- Luftangriffe an Bad Neustadt an der Saale[14]
- Luftangriff auf Bad Reichenhall
- Luftangriff auf Bad Säckingen[15]
- Luftangriff auf Backnang[16]
- Luftangriffe auf Bad Windsheim[17]
- Luftangriff auf Bamberg[18]
- Luftangriff auf Battweiler[19]
- Luftangriffe auf Bayreuth
- Luftangriff auf Bebra am 4. Dezember 1944
- Luftangriff auf Beilstein[20]
- Luftangriffe auf Bensheim[21]
- Luftangriffe auf Bempflingen[22]
- Luftangriff auf Berghausen[23]
- Luftangriffe der Alliierten auf Berlin
- Sowjetische Luftangriffe auf Berlin
- Luftangriffe auf Bernburg (Saale)
- Luftangriffe auf Bernhausen[24]
- Luftangriffe auf Biblis[25]
- Luftangriff auf Biberach an der Riss
- Luftangriffe auf Bielefeld[26] und den Schildescher Viadukt
- Luftangriff auf Bingen[27]
- Luftangriff auf Bisingen[28]
- Luftangriffe auf Bitburg[29]
- Luftangriff auf Blaufelden[30]
- Luftangriff auf Böblingen[31]
- Luftangriffe auf Bobingen[32]
- Luftangriff auf Böckingen[33]
- Luftangriffe auf Bonn[34]
- Luftangriffe auf Brandenburg an der Havel
- Bombenangriff auf Braunschweig am 15. Oktober 1944
- Luftangriff auf Breisach[35]
- Luftangriffe auf Bremen
- Luftangriffe auf Breslau 1944
- Luftangriff auf Brettach[36]
- Luftangriffe auf Brettheim[37]
- Luftangriff auf Bruchsal
- Luftangriff auf Buchholz[38]
- Luftangriff auf Burghausen[39]

### C
- Luftangriffe auf Castrop-Rauxel[40]
- Luftangriff auf Celle
- Luftangriff auf Cham[41]
- Luftangriffe auf Chemnitz

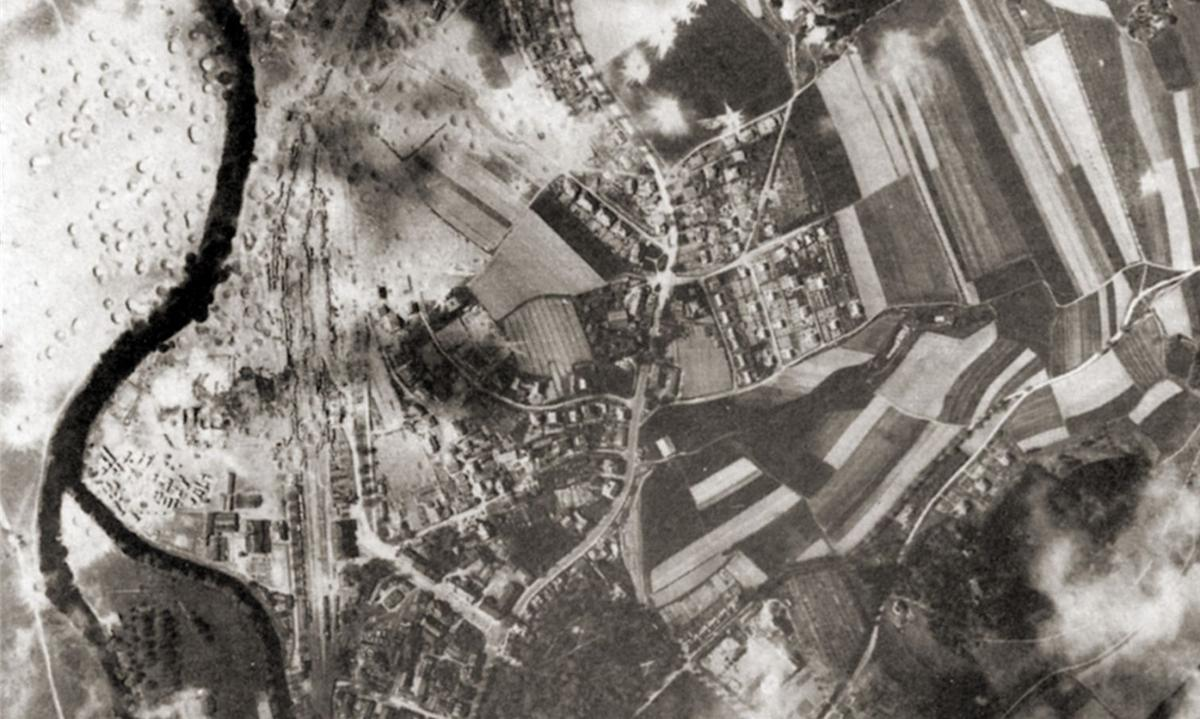
Rangierbahnhof Cham, 18. April 1945

- Luftangriff auf Clausthal-Zellerfeld
- Luftangriffe auf Coburg[42]
- Luftangriff auf Cochem
- Luftangriffe auf Coesfeld[43]
- Luftangriffe auf Cottbus
- Luftangriff auf Crailsheim[44]
- Luftangriffe auf Cuxhaven[45]

### D
- Luftangriffe auf Dachau[46]
- Luftangriff auf Dachwig
- Luftangriffe auf Danzig
- Luftangriff auf Darmstadt
- Luftangriff auf Daun[47]
- Luftangriff auf Deckenpfronn[48]
- Luftangriffe auf Deggendorf[49]
- Luftangriff auf Degmarn[50]
- Luftangriffe auf Delmenhorst
- Luftangriffe auf Dessau

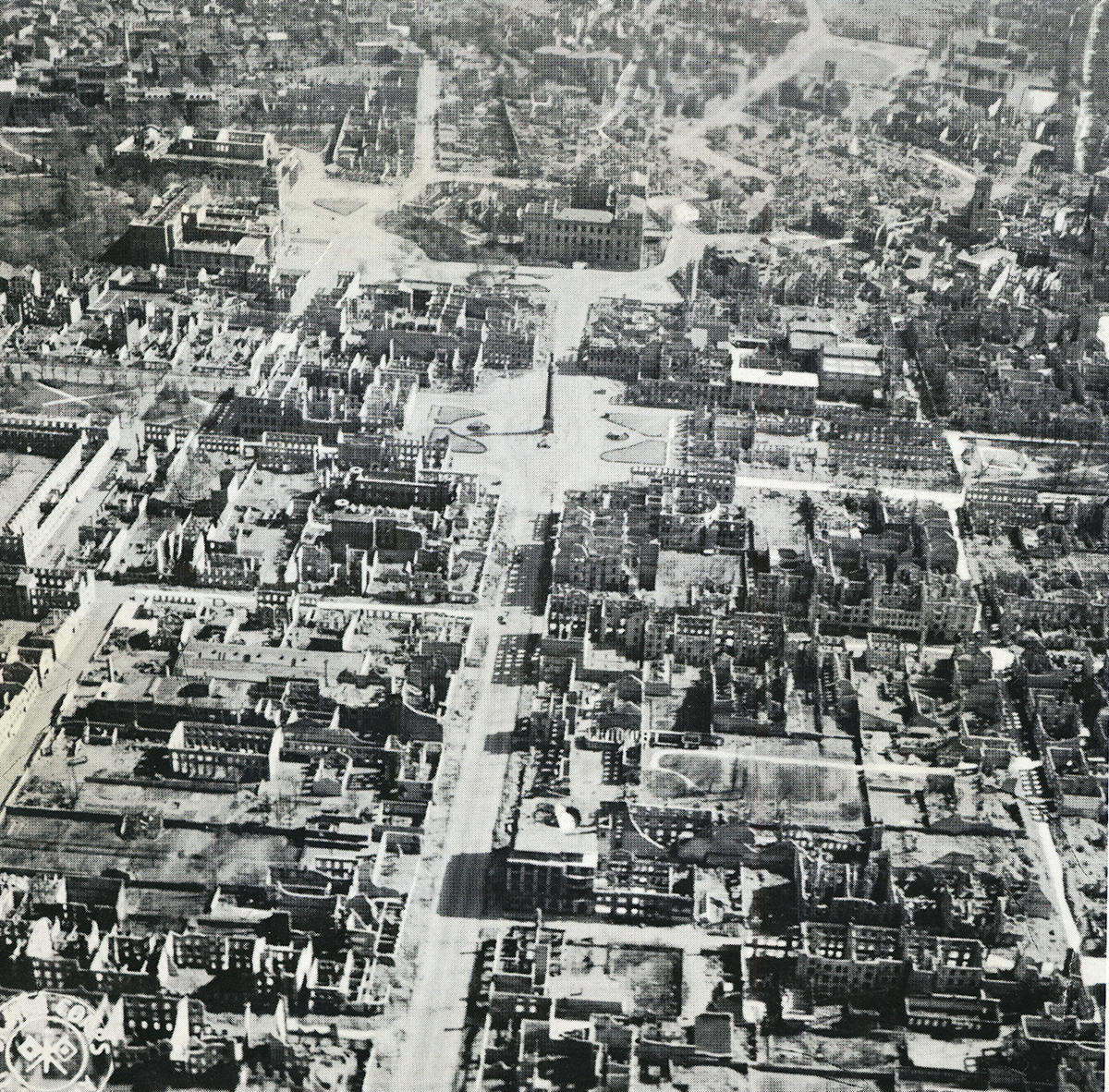
Darmstadt, September 1944

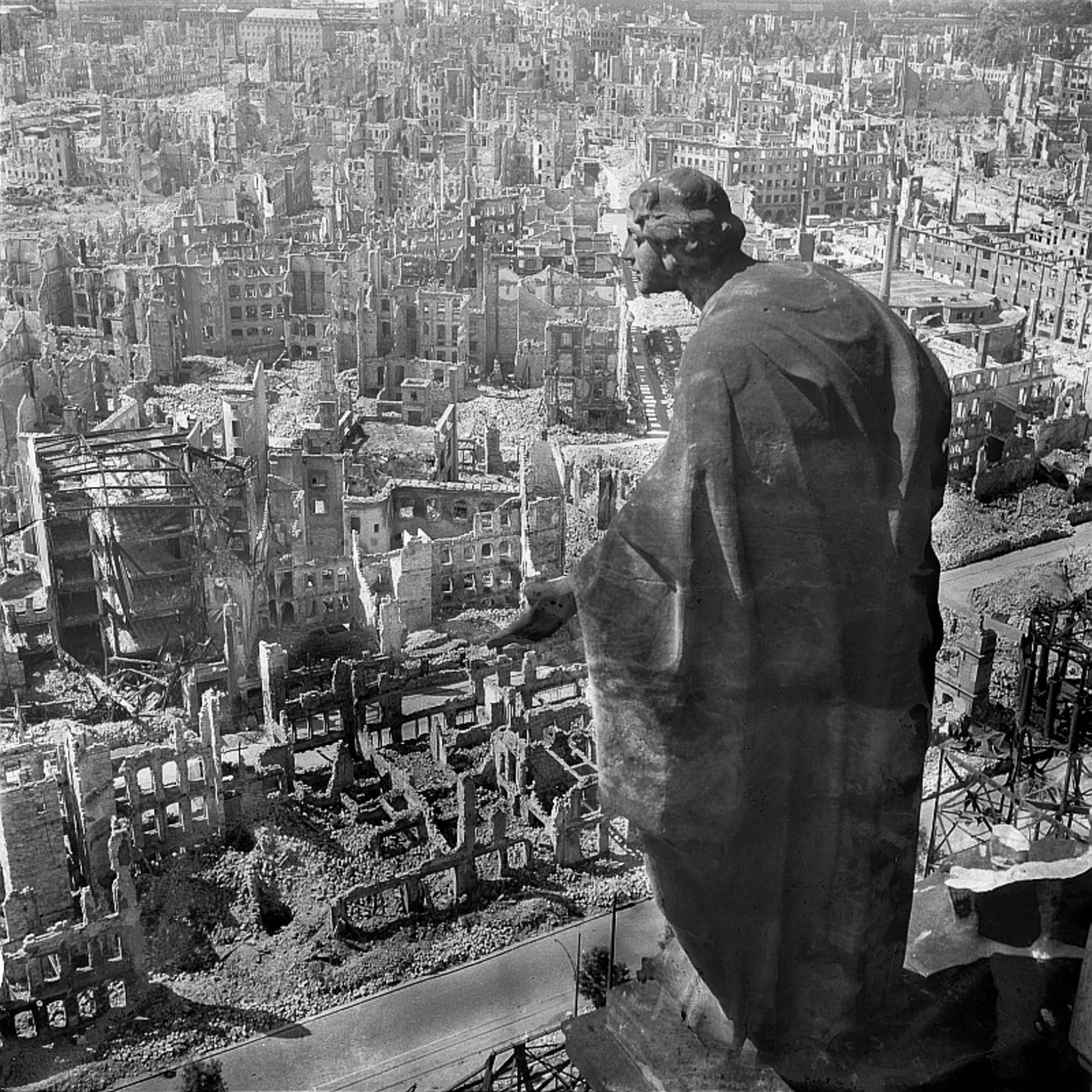
Dresden. Blick vom Rathausturm nach Süden von Richard Peter, aufgenommen im Herbst 1945

- Luftangriff auf Dettingen unter Teck[51]
- Luftangriff auf Dieringhausen[52]
- Luftangriffe auf Diepholz[53]
- Bombenangriff auf Dietzenbach 1941
- Luftangriff auf Dinslaken 1945
- Luftangriff auf Dobel[54]
- Luftangriffe auf Donaueschingen[55]
- Luftangriffe auf Donauwörth
- Luftangriffe auf Dorsten
- Luftangriffe auf Dortmund[56]
- Luftangriffe auf Dresden
- Luftangriffe auf Duisburg[57], darunter Operation Hurricane (1944)
- Luftangriffe auf Dülmen[58]
- Luftangriffe auf Düren
- Luftangriff auf Dürrenzimmern[59]
- Luftangriffe auf Düsseldorf

### E
- Luftangriff auf Ebernhahn[60]
- Luftangriff auf Ebingen[61]
- Luftangriff auf Ebsdorf[62]
- Angriff auf die Edertalsperre
- Luftangriffe auf Eggenstein[63]
- Luftangriffe auf Eisenach
- Luftangriffe auf Elbing[64]
- Luftangriff auf Ellhofen[65]
- Luftangriffe auf Elmshorn[66]
- Luftangriffe auf Emden

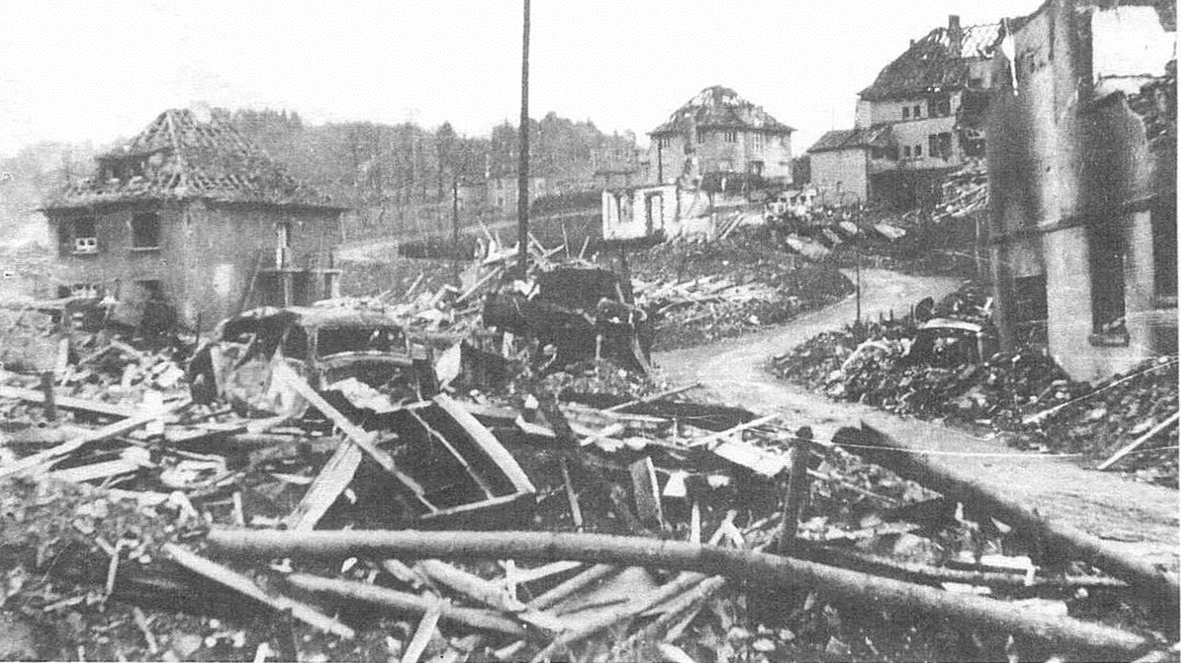
Engelskirchen, 1945

- Luftangriffe auf Emmerich am Rhein
- Luftangriffe auf Engelskirchen
- Luftangriff auf Eppingen[67]
- Luftangriff auf Erding[68]
- Luftangriffe auf Erfurt
- Luftangriffe auf Erkner
- Luftangriffe auf Erlangen
- Luftangriff auf Erndtebrück[69]
- Luftangriff auf Eschwege[70]
- Luftangriff auf Esslingen am Neckar[71]
- Luftangriffe auf Euskirchen[72]

### F
- Luftangriff auf Feldkirch[73]
- Luftangriff auf Fellbach[74]
- Luftangriffe auf Flensburg

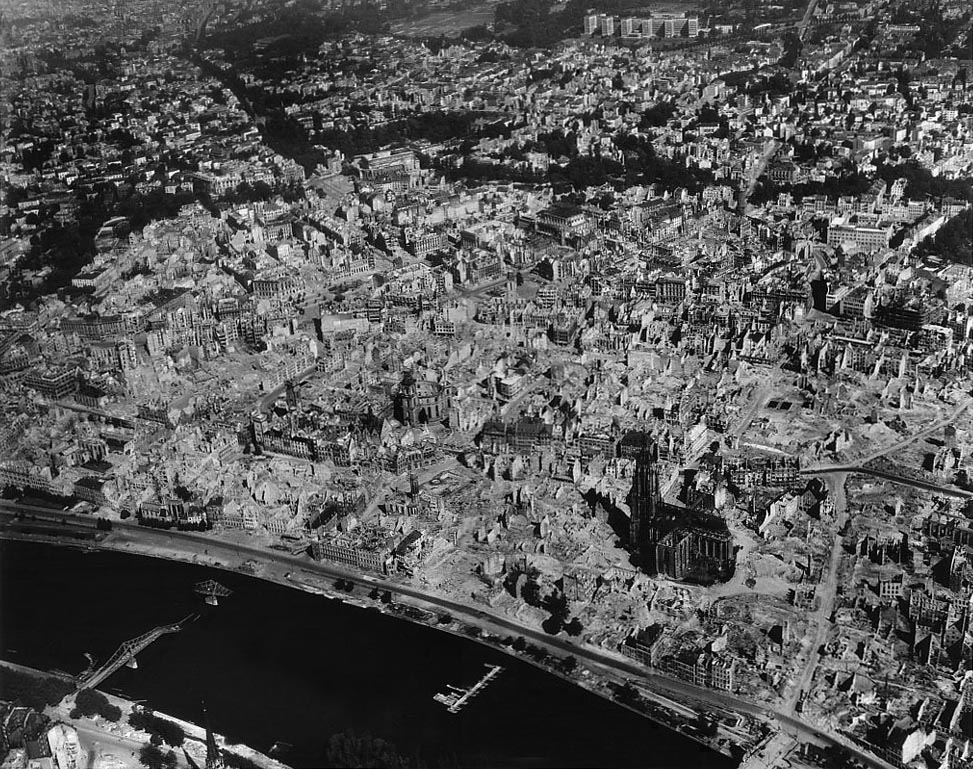
Frankfurt am Main, Juni 1945

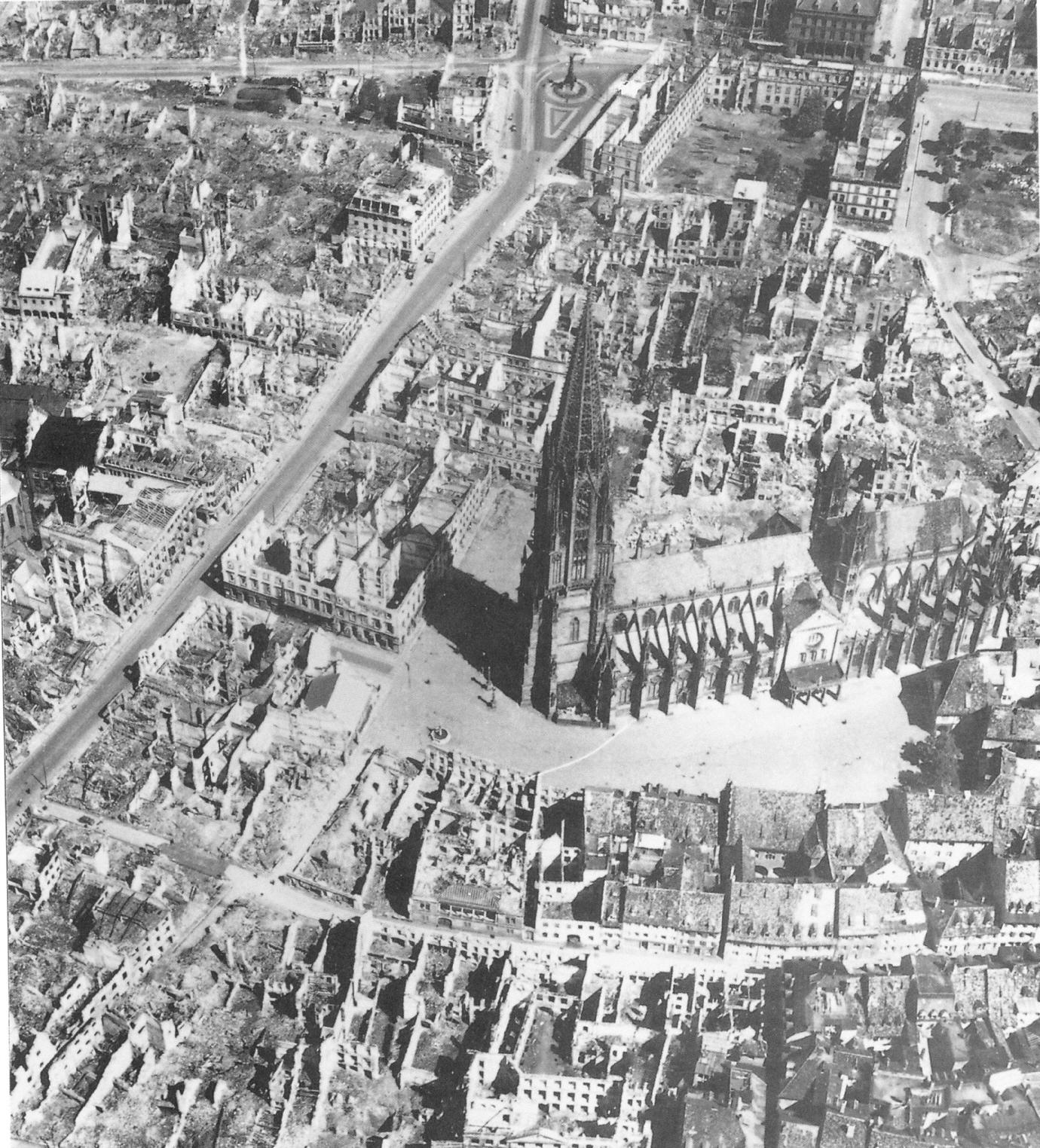
Freiburg im Breisgau, 1944

- Luftangriffe auf Fischbach bei Nürnberg[75]
- Luftangriff auf Frankenbach im Biebertal[76]
- Luftangriffe auf Frankenberg[77]
- Luftangriffe auf Frankfurt am Main
- Luftangriffe auf Frankfurt (Oder)
- Luftangriff auf Frauenzimmern[78]
- Luftangriff auf Fraulautern[79]
- Luftangriff auf Freiberg/Sachsen
- Operation Tigerfish am 27. November 1944 und irrtümlich bereits beim Bombenangriff auf Freiburg im Breisgau am 10. Mai 1940
- Luftangriffe auf Freilassing[80]
- Luftangriff auf Freising[81]
- Luftangriff auf Freital[82]
- Luftangriff auf Freudenstadt
- Luftangriff auf Friedrichroda
- Luftangriffe auf Friedrichshafen
- Luftangriffe auf Fürth
- Luftangriffe auf Furth im Wald[83]
- Luftangriffe auf Fulda

### G
- Luftangriff auf Gaggenau[84]
- Luftangriffe auf Gauting[85]
- Luftangriff auf Gechingen[86]
- Luftangriff auf Gelbingen[87]
- Luftangriff auf Gemünden am Main[88]
- Luftangriffe auf Gera
- Luftangriffe auf Gerolstein[89]
- Luftangriff auf Gersthofen[90]
- Luftangriffe auf Gießen
- Luftangriff auf Gnadental[91]
- Luftangriff auf Goggenbach[92]
- Luftangriffe auf Goldbach[93]
- Luftangriff auf Göppingen[94]
- Luftangriffe auf Göttingen
- Luftangriffe auf Gotha

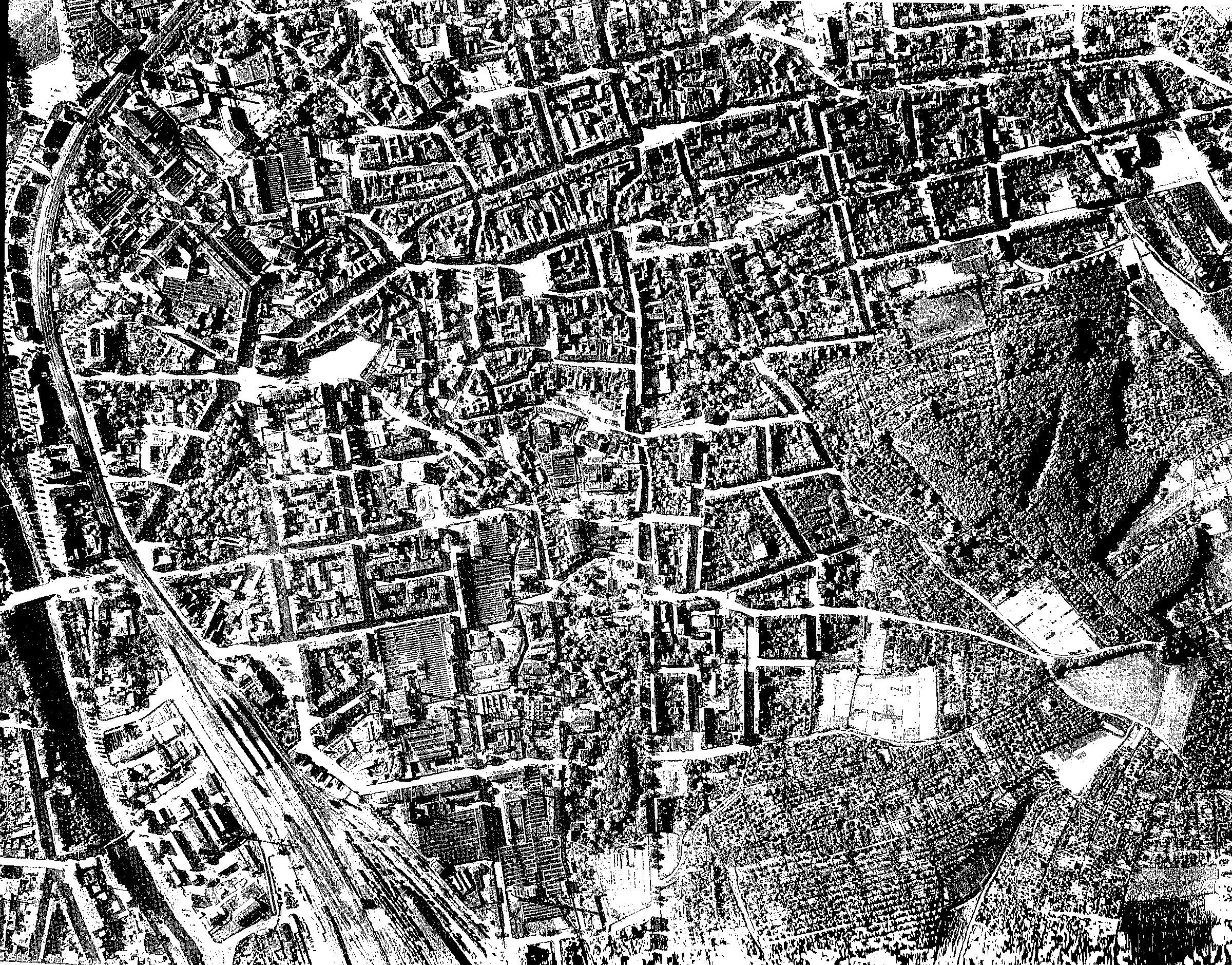
Gera, 1944

- Luftangriff auf Grabow (bei Blumenthal)[95]
- Luftangriffe auf Gräfelfing[96]
- Luftangriffe auf Grafenwöhr[97]
- Luftangriffe auf Graz[98]
- Luftangriff auf Gröbenzell[99]
- Luftangriff auf Großbottwar[100]
- Luftangriff auf Großingersheim[101]
- Luftangriff auf Großlittgen[102]
- Luftangriff auf Grötzingen[103]
- Luftangriffe auf Grünwald[104]
- Luftangriffe auf Gundelsheim (Württemberg)[105]
- Luftangriff auf Günzburg[106]
- Luftangriff auf Güstrow
- Luftangriffe auf Gütersloh[107]
- Luftangriff auf Gunzenhausen[108]

### H
- Luftangriffe auf Haar[109]
- Luftangriffe auf Hagen[110]
- Luftangriff auf Hagsfeld[111]
- Luftangriffe auf Halberstadt
- Luftangriffe auf Hall in Tirol[112]
- Luftangriffe auf Halle (Saale)
- Operation Gomorrha, Hamburg
- Luftangriffe auf Hameln
- Luftangriffe auf Hamm[113]
- Luftangriff auf Hammelburg[114]

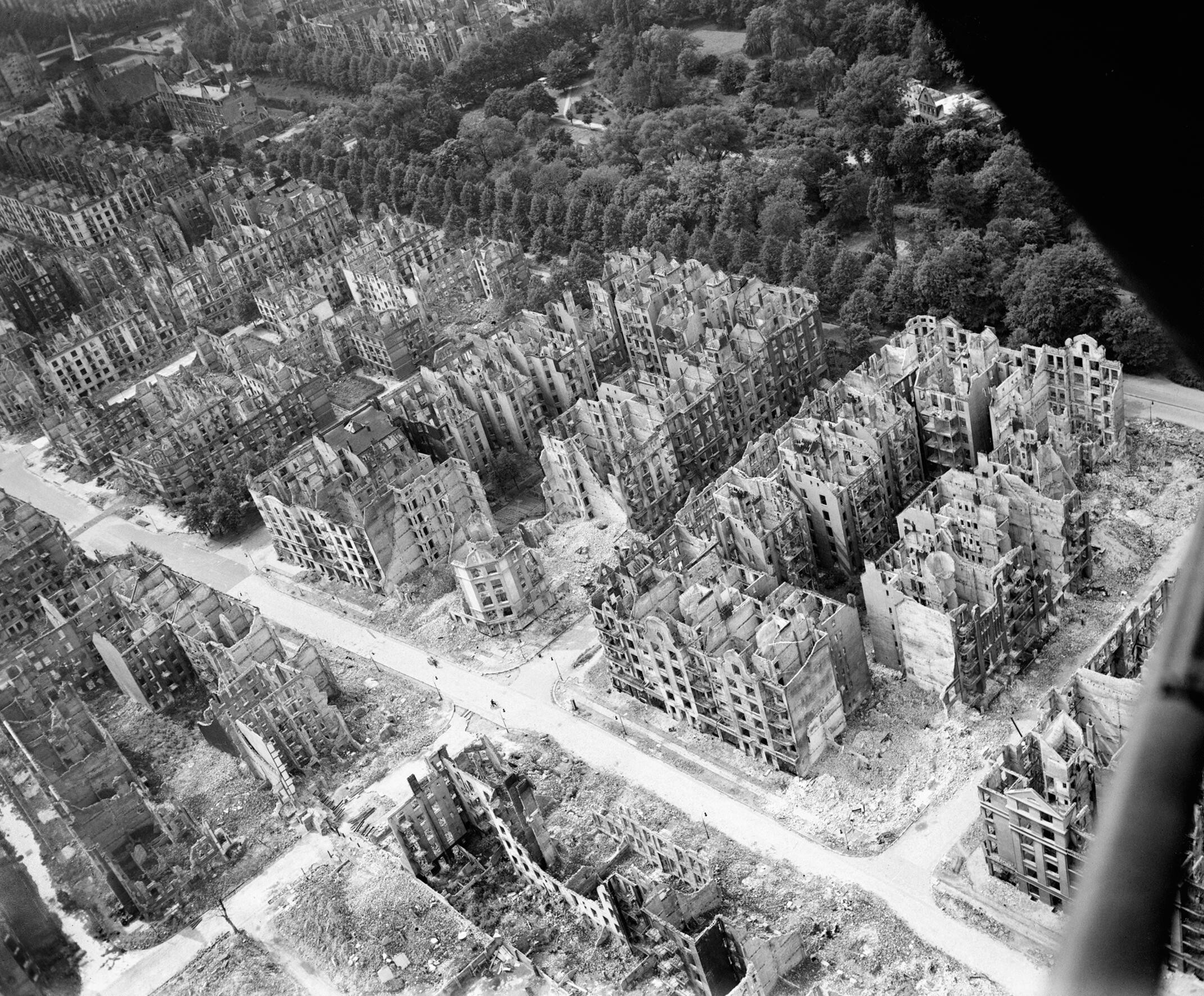
Hamburg-Eilbek

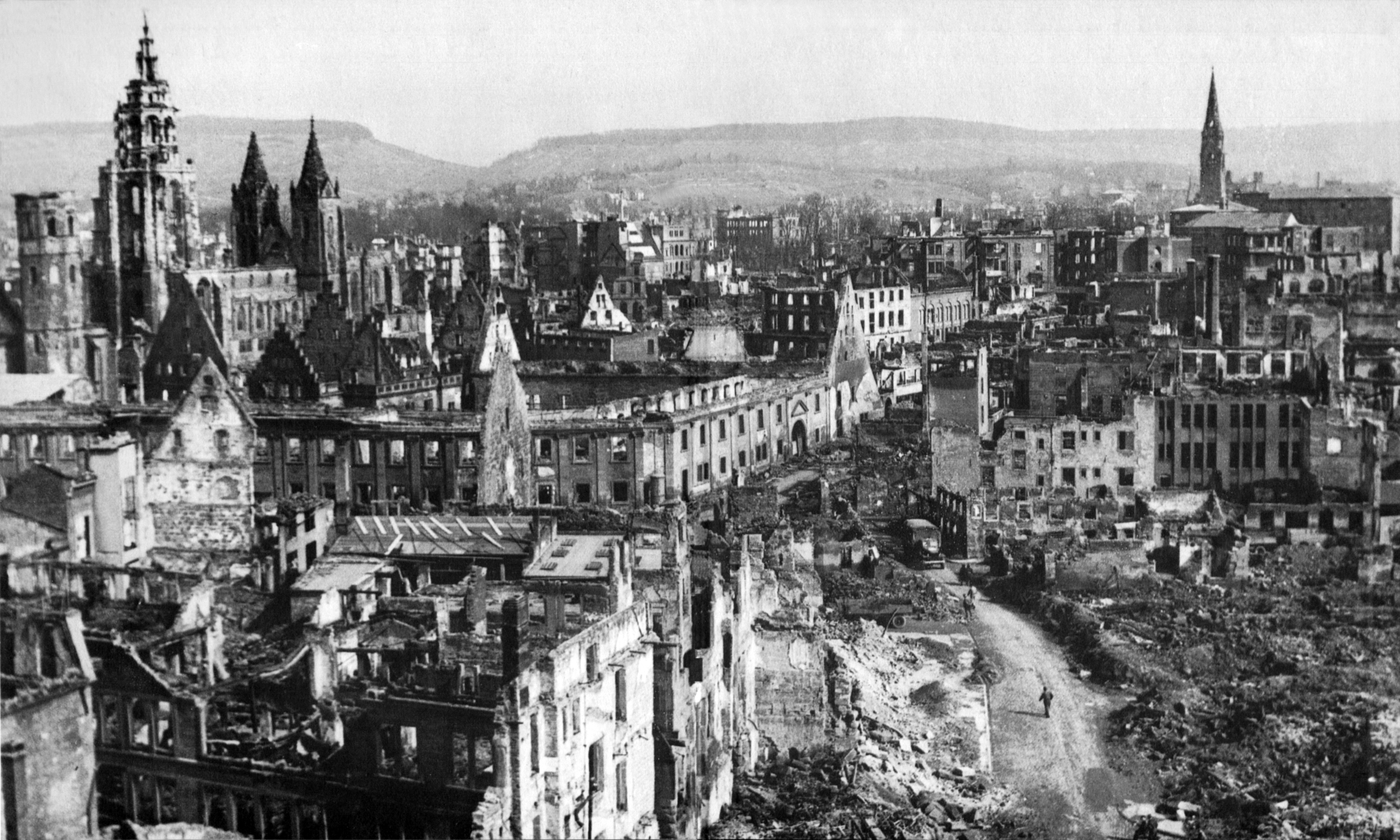
Heilbronn, 1945

Hildesheim, 1945

- Liste der Luftangriffe auf Hanau im Zweiten Weltkrieg, insbesondere Luftangriff auf Hanau am 19. März 1945
- Luftangriffe auf Hannover
- Luftangriff auf Haßfurt[115]
- Luftangriffe auf Haunstetten[116]
- Luftangriffe auf Hausen am Bach[117]
- Luftangriffe auf Heidelberg
- Luftangriffe auf Heilbronn
- Luftangriffe auf Helgoland[118]
- Luftangriff auf Helmbrechts[119]
- Luftangriff auf Hessental[120]
- Luftangriffe auf Hildburghausen
- Luftangriffe auf Hildesheim
- Luftangriff auf Hildrizhausen[121]
- Luftangriff auf Höchstberg[122]
- Luftangriffe auf Hof[123]
- Luftangriff auf Holzgerlingen[124]
- Luftangriff auf Holzmaden[125]
- Luftangriffe auf Holzminden[126]
- Luftangriffe auf Homburg (Saarland)[127]
- Luftangriffe auf Honhardt[128]
- Luftangriffe auf Hornberg[129]
- Luftangriffe auf Hösbach[130]
- Luftangriff auf Hünfeld[131]

### I
- Luftangriff auf Ilsfeld[132]
- Luftangriff auf Immendingen[133]

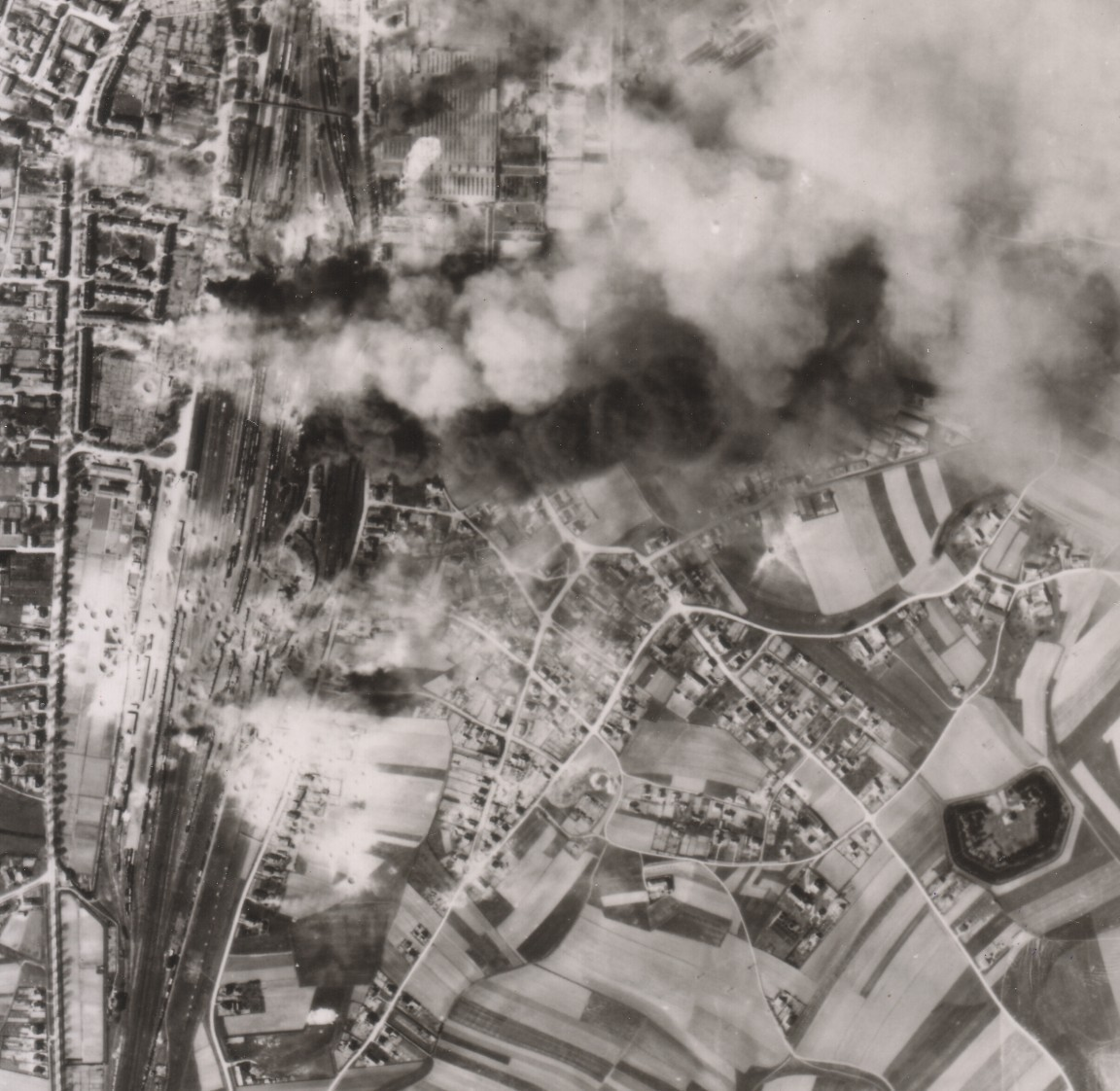
Ingolstadt, 10. April 1945

- Luftangriffe auf Immenstadt im Allgäu[134]
- Luftangriffe auf Ingolstadt
- Luftangriffe auf Innsbruck[135]
- Luftangriffe auf Insterburg
- Luftangriffe auf Ismaning[136]
- Luftangriff auf Ittlingen[137]

### J
- Luftangriffe auf Jena
- Luftangriffe auf Jöhlingen[138]
- Operation Queen, Jülich[139]
- Luftangriff auf Jungnau[140]

### K
- Luftangriffe auf Kaiserslautern
- Luftangriffe auf Karlsruhe[141][142][143]
- Luftangriffe auf Karlsfeld[144]
- Luftangriffe auf Karlstadt[145]

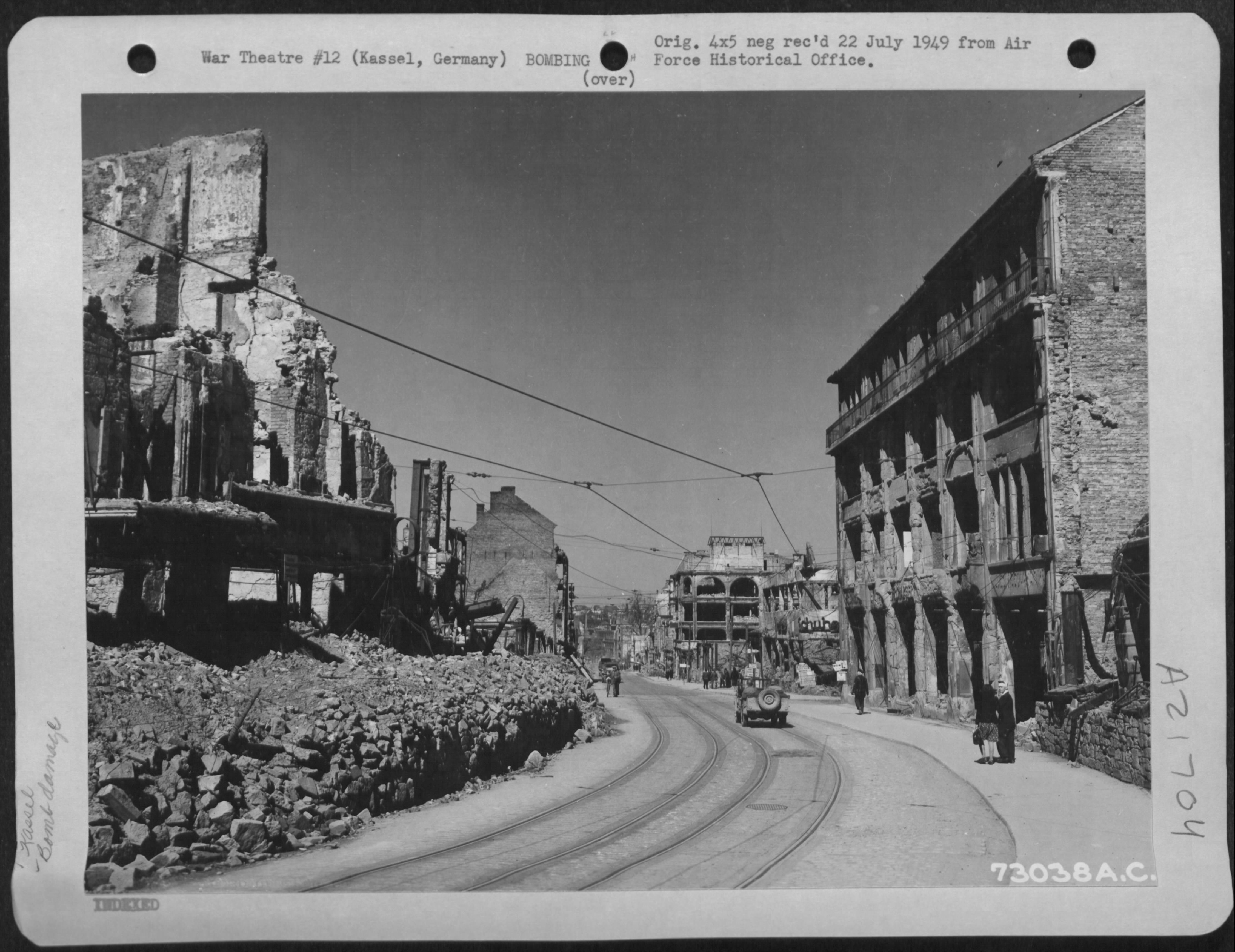
Kassel, 1945

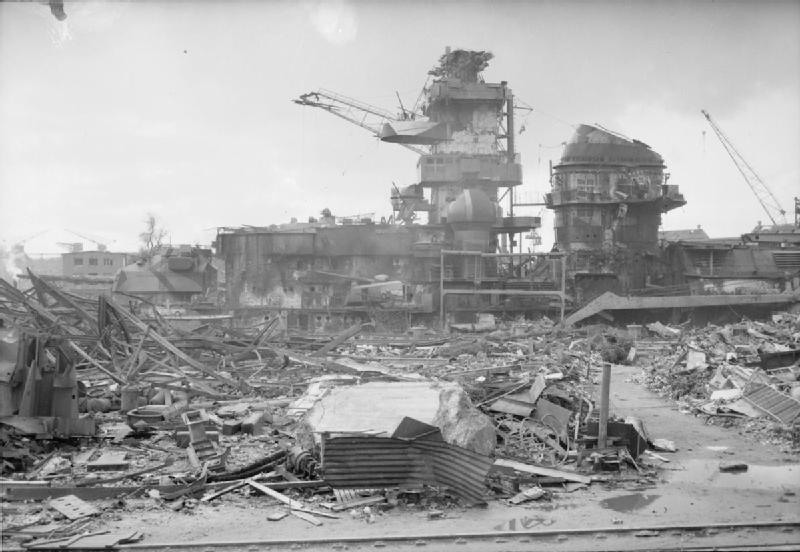
Kiel, Mai 1945

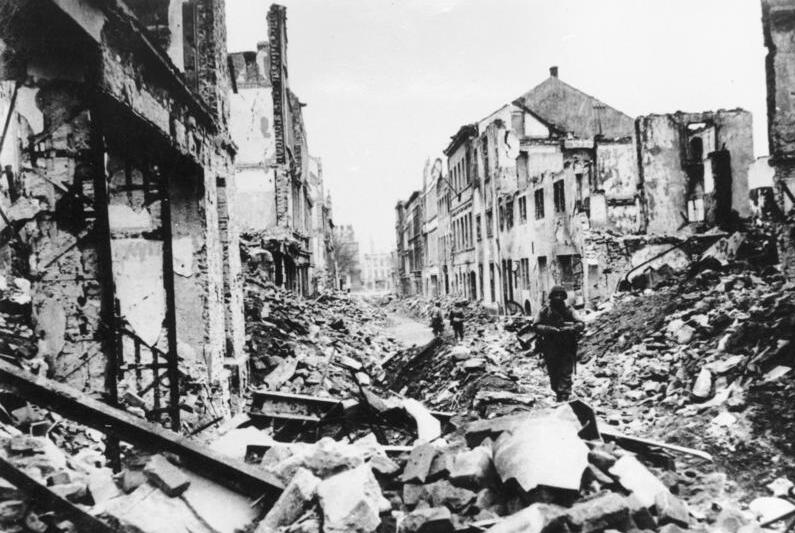
Koblenz, März 1945

- Luftangriff auf Kassel am 22. Oktober 1943
- Kassel Mission (Henschel & Sohn)
- Luftangriff auf Kaufbeuren[146]
- Luftangriff auf Kehl
- Luftangriffe auf Kempen[147]
- Luftangriffe auf Kempten[148]
- Luftangriffe auf Kiel
- Luftangriff auf Kirchardt[149]
- Luftangriff auf Kirchenkirnberg[150]
- Luftangriffe auf Kitzingen
- Luftangriffe auf Klagenfurt[151]
- Luftangriff auf Kleinensee[152]
- Luftangriffe auf Kochertürn[153]
- Luftangriffe auf Kleve vom 7. Oktober 1944[154]
- Luftangriffe auf Koblenz
- Luftangriffe auf Kolbermoor[155]
- Operation Millennium, Köln
- Luftangriffe auf Königsberg (Ostpreußen)
- Luftangriffe auf Königsbrunn[156]
- Luftangriff auf Kornwestheim[157]
- Luftangriffe auf Köthen (Anhalt)
- Luftangriffe auf Krefeld[158]
- Luftangriffe auf Kronach[159]
- Luftangriff auf Kundl[160]
- Luftangriffe auf Kyllburg[161]

### L
- Luftangriffe auf Lampoldshausen[162]
- Luftangriff auf Lahnstein[163]
- Luftangriff auf Lahr[164]

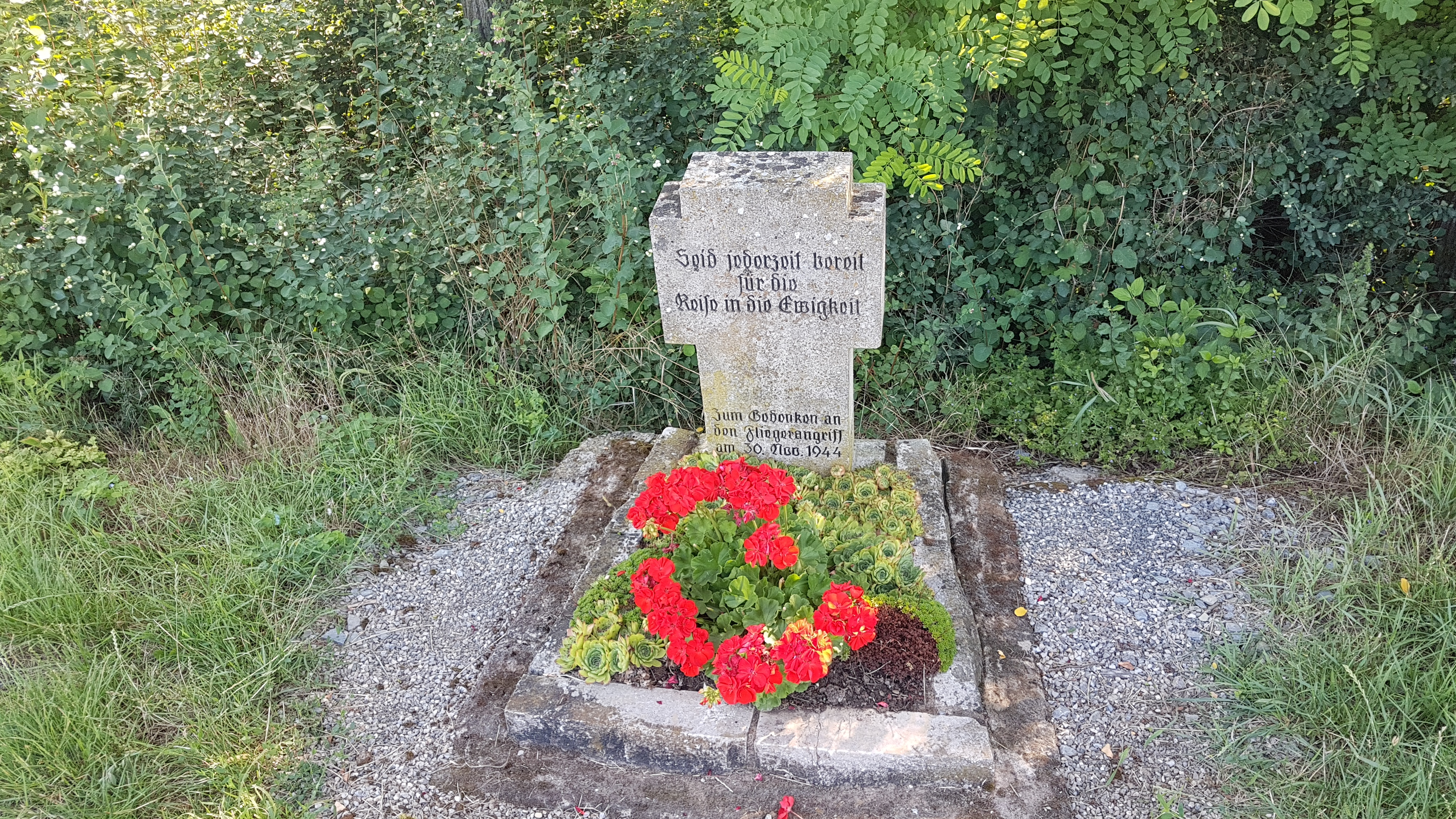
Gedenkstein in Lauda

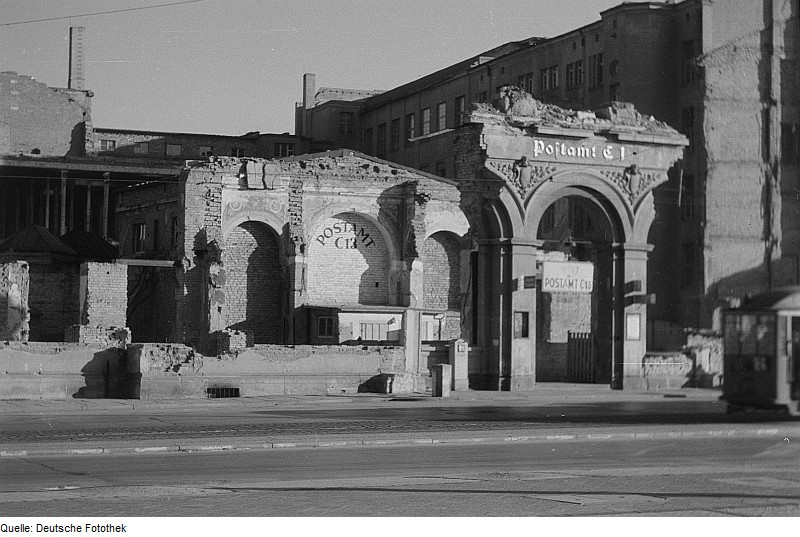
Leipzig

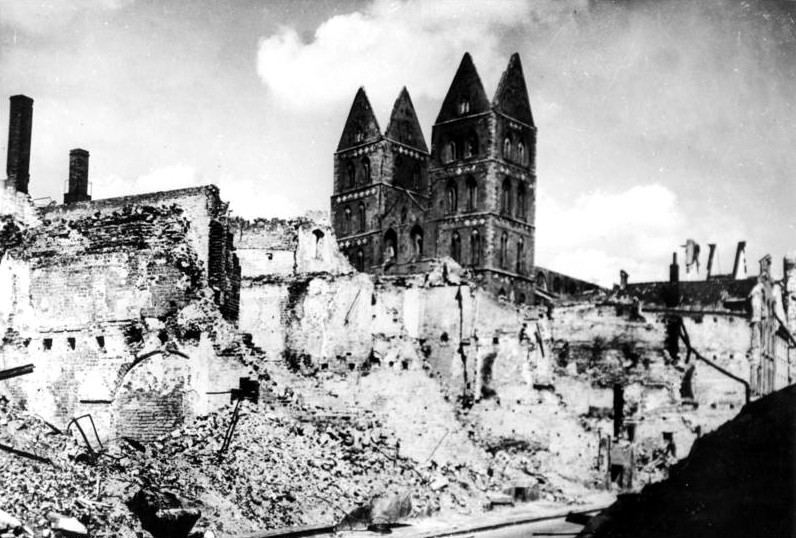
Lübeck

- Luftangriffe auf Landau in der Pfalz
- Luftangriffe auf Landshut[165]
- Luftangriffe auf Lauda[166][167]
- Luftangriff auf Lauf an der Pegnitz[168]
- Luftangriffe auf Lauffen[169]
- Luftangriff auf Lauingen[170]
- Luftangriff auf Leinfelden[171]
- Luftangriff auf Lenzkirch[172]
- Luftangriffe auf Leopoldshafen[173]
- Luftangriffe auf die Leunawerke
- Luftangriffe auf Leverkusen
- Luftangriffe auf Leipzig
- Luftangriffe auf Lichtenau (Baden)[174]
- Luftangriff auf Lichtenfels[175]
- Luftangriffe auf Lingen[176]
- Luftangriffe auf Linz an der Donau[177]
- Luftangriff auf Löhne[178]
- Luftangriffe auf Lohr am Main[179]
- Luftangriffe auf Löffingen[180]
- Luftangriffe auf Lörrach[181]
- Luftangriff auf Löwenstein[182]
- Luftangriff auf Ludwigsfelde[183][184]
- Luftangriff auf Lübeck am 29. März 1942
- Luftangriffe auf das Mineralölwerk Lützkendorf
- Luftangriffe auf Ludwigshafen am Rhein[185]
- Luftangriffe auf Ludwigslust
- Luftangriffe auf Lüneburg

### M
- Luftangriffe auf Mährisch Ostrau[186]

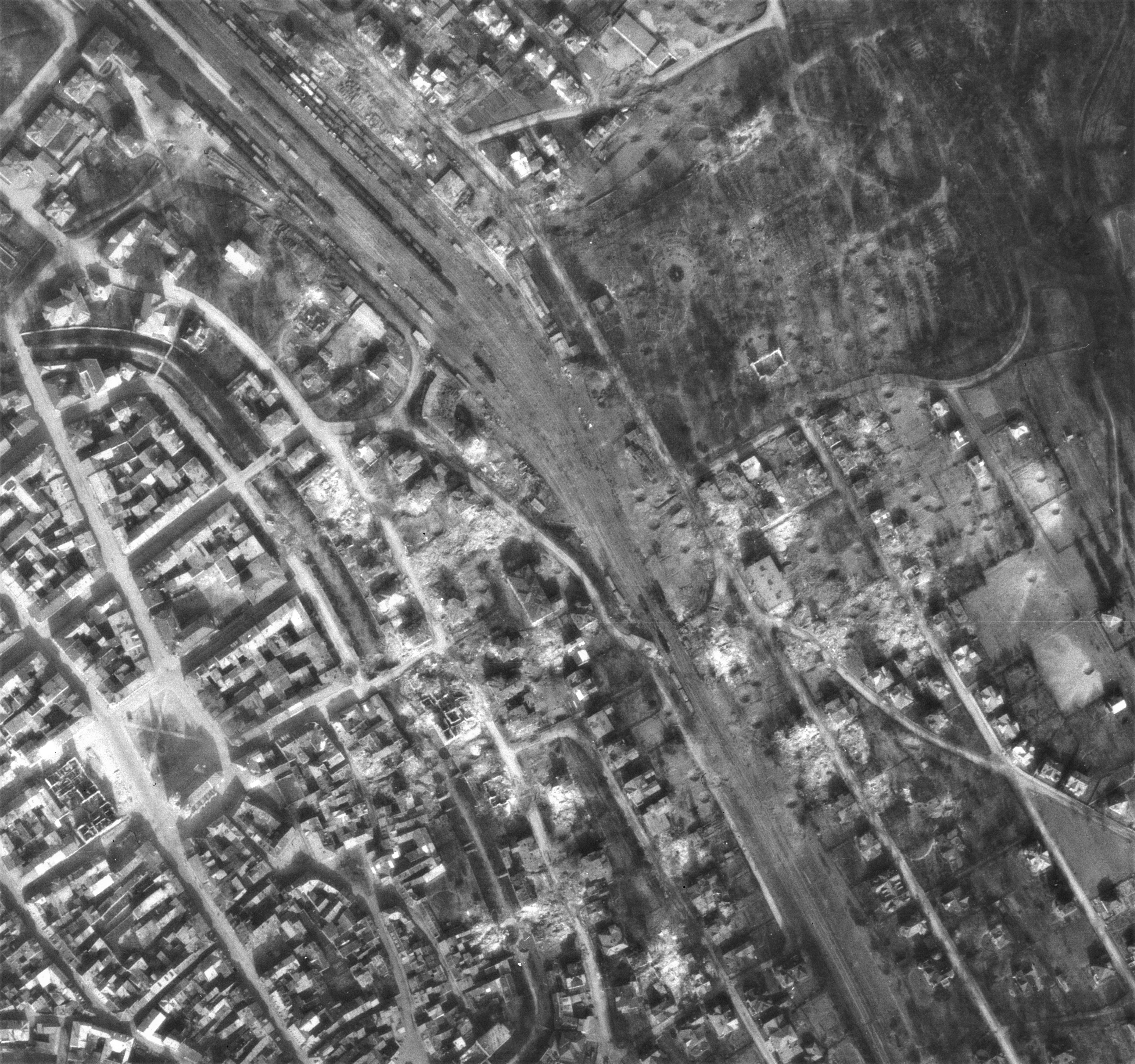
Meiningen, 1945

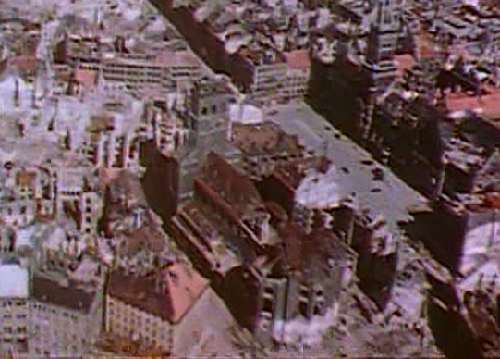
München, 1945

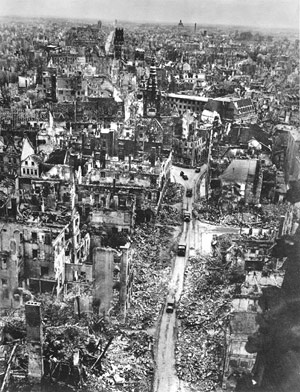
Münster, 1945

- Luftangriff auf Magdeburg am 16. Januar 1945
- Luftangriff auf Magstadt[187]
- Luftangriffe auf Mainz
- Luftangriffe auf Mannheim
- Luftangriffe auf Marburg[188]
- Luftangriff auf Marktredwitz[189]
- Luftangriffe auf Meiningen[190]
- Luftangriff auf Mering[191]
- Luftangriffe auf Memmingen
- Luftangriff auf Meppen[192]
- Luftangriffe auf Merseburg
- Luftangriff auf Merzig[193]
- Luftangriffe auf Meßkirch[194]
- Luftangriffe auf Meuselwitz
- Luftangriff auf Michelfeld[195]
- Luftangriffe auf Miltenberg[196]
- Luftangriffe auf Minden
- Luftangriffe auf Moers[197]
- Dammbruch der Möhnetalsperre
- Luftangriffe auf Mönchengladbach[198][199]
- Luftangriff auf Mühlacker[200]
- Luftangriffe auf Mühldorf am Inn[201]
- Luftangriffe auf Münchberg[202]
- Luftangriffe auf München
- Luftangriffe auf Münster (Westfalen)
- Luftangriff auf Mutlangen[203]

### N
- Luftangriffe auf Naumburg (Saale)
- Luftangriff auf Neckargerach[204]
- Luftangriff auf Neckarsulm[205]
- Luftangriffe auf Neckartenzlingen[206]
- Luftangriff auf Nellingen[207]
- Luftangriffe auf Neubiberg[208]

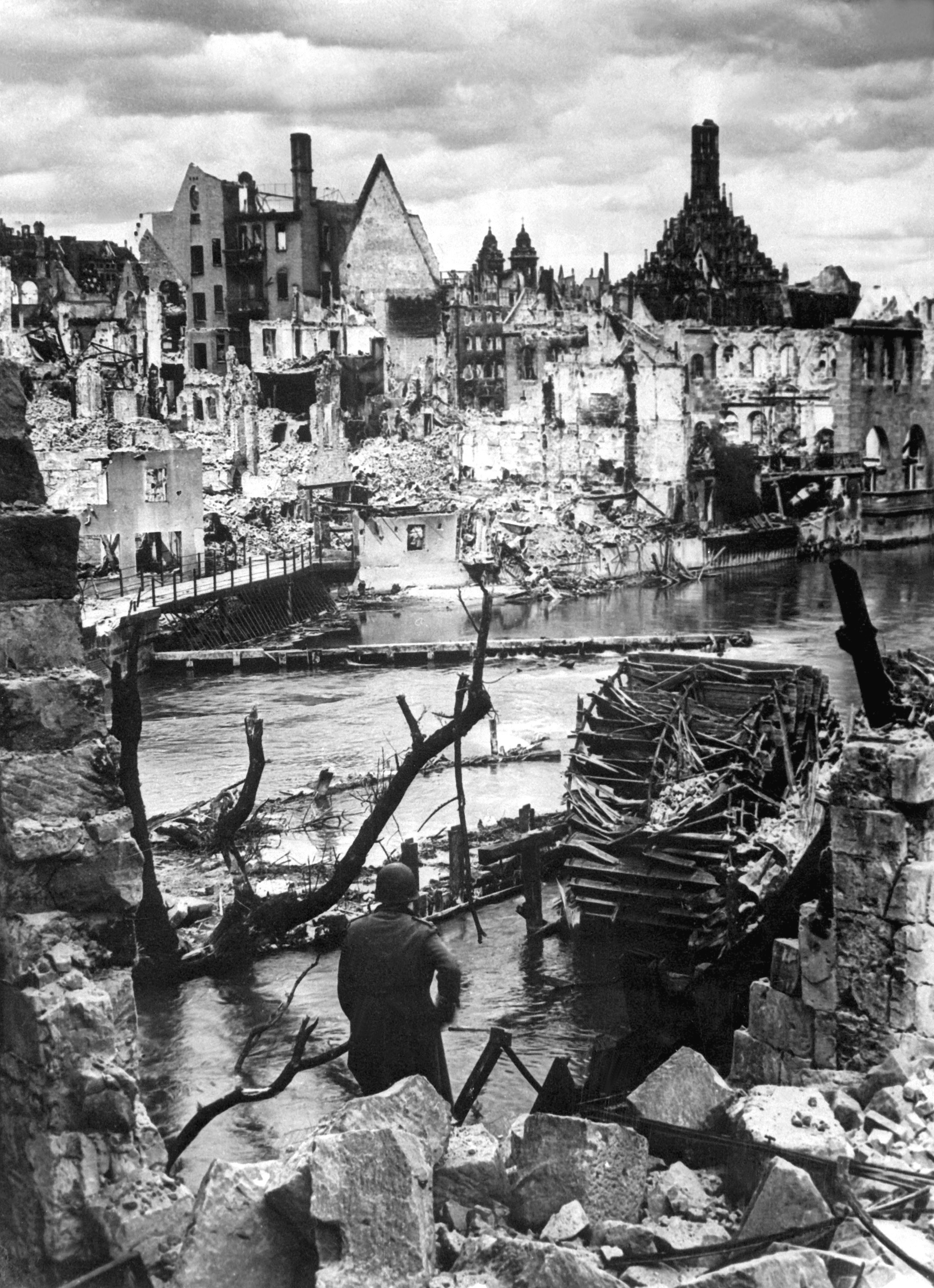
Nürnberger Altstadt, 1945

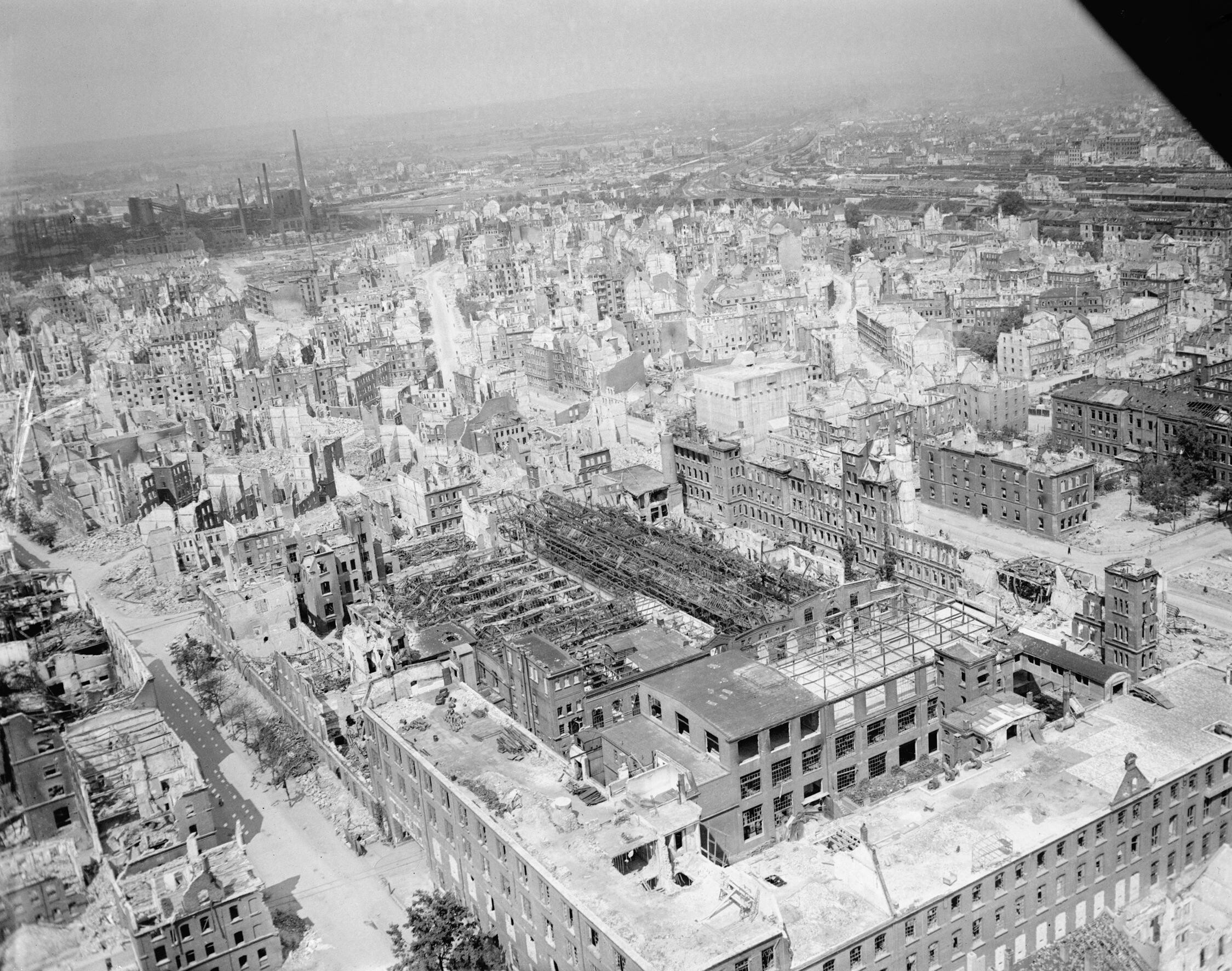
Nürnberger Stadtteil Steinbühl, Mai 1945

- Luftangriff auf Neuburg an der Donau[209]
- Luftangriffe auf Neumünster
- Luftangriffe auf Neumarkt i. d. Opf.
- Luftangriffe auf Neunkirchen (Saar)[210][211]
- Luftangriffe auf Neuss[212]
- Luftangriffe auf Neustadt an der Donau[213]
- Luftangriffe auf Neustadt bei Coburg[214]
- Luftangriffe auf Neutraubling[215]
- Luftangriffe auf Neu-Ulm[216]
- Luftangriffe auf Nordhausen[217]
- Luftangriffe auf Nördlingen[218]
- Luftangriff auf Nufringen[219]
- Luftangriffe auf Nürnberg
- Luftangriff auf Nußbaum[220]

### O
- Luftangriffe auf Oberaichen[221]
- Luftangriffe auf Oberasbach[222]
- Luftangriff auf Oberheinriet[223]
- Luftangriff auf Oberjettingen[224]
- Luftangriff auf Oberkochen[225]
- Luftangriffe auf Oberndorf am Neckar[226]
- Luftangriffe auf Oberschleißheim[227]
- Luftangriffe auf Oberstdorf[228]
- Luftangriff auf Ochsenfurt[229]
- Luftangriff auf Ochsenhausen[230]
- Luftangriffe auf Oedheim[231]
- Luftangriff auf Oeffingen[232]
- Luftangriff auf Oettingen[233]
- Luftangriffe auf Offenbach[234]
- Luftangriffe auf Offenburg[235][236]
- Luftangriff auf Olching[237]
- Luftangriffe auf Oldenburg (Oldenburg)
- Luftangriffe auf Bad Oldesloe[238]
- Luftangriff auf Olpe[239]
- Luftangriffe auf Oranienburg
- Luftangriffe auf Oschersleben (Bode)
- Luftangriffe auf Osnabrück
- Luftangriff auf Owen[240]

### P
- Luftangriffe auf Paderborn

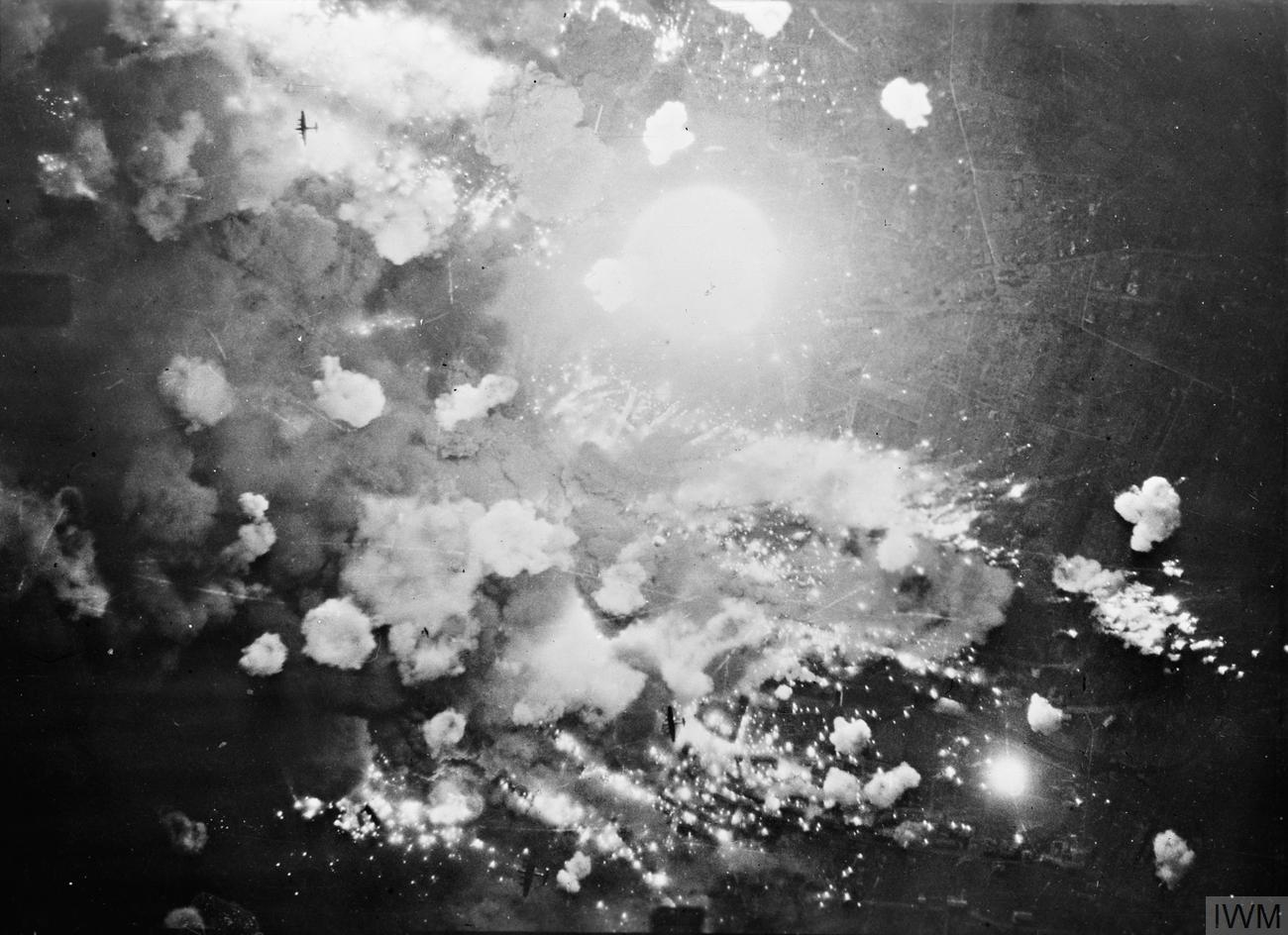
Pforzheim während des Angriffs am 23. Februar 1945

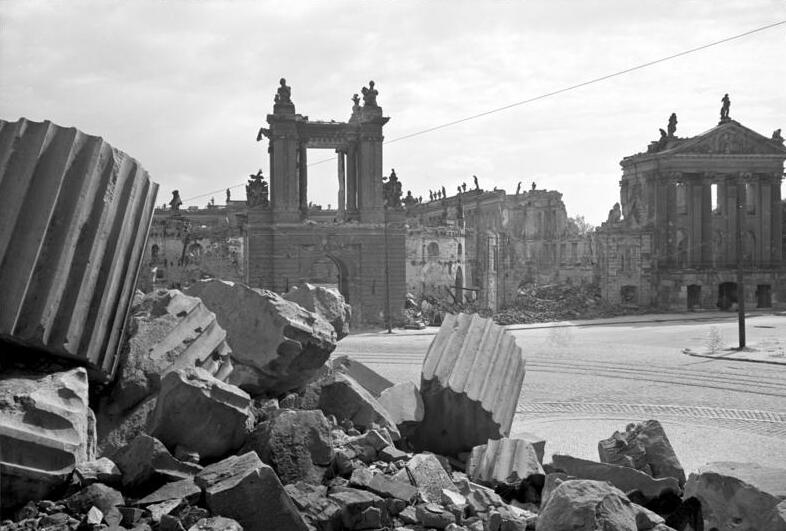
Potsdam, 1945

- Operation Hydra, Heeresversuchsanstalt Peenemünde
- Luftangriffe auf Passau
- Luftangriff auf Pegnitz[241]
- Luftangriffe auf Peißenberg[242]
- Luftangriff auf Penzberg[243]
- Luftangriffe auf Pfaffenhofen an der Ilm[244]
- Luftangriff auf Pforzheim am 23. Februar 1945
- Luftangriffe auf Pirmasens
- Luftangriffe auf Pirna
- Luftangriffe auf Planegg[245]
- Luftangriff auf Platten[246]
- Luftangriffe auf Plauen
- Luftangriff auf Potsdam
- Luftangriffe auf Prag (im Reichsprotektorat Böhmen und Mähren)
- Luftangriffe auf Prenzlau
- Luftangriff auf Pritzwalk[247]
- Luftangriffe auf Puchheim[248]

### Q
- Luftangriff auf Querfurt

### R
- Luftangriff auf Rathenow
- Luftangriffe auf Rees
- Luftangriff auf Regen[249]

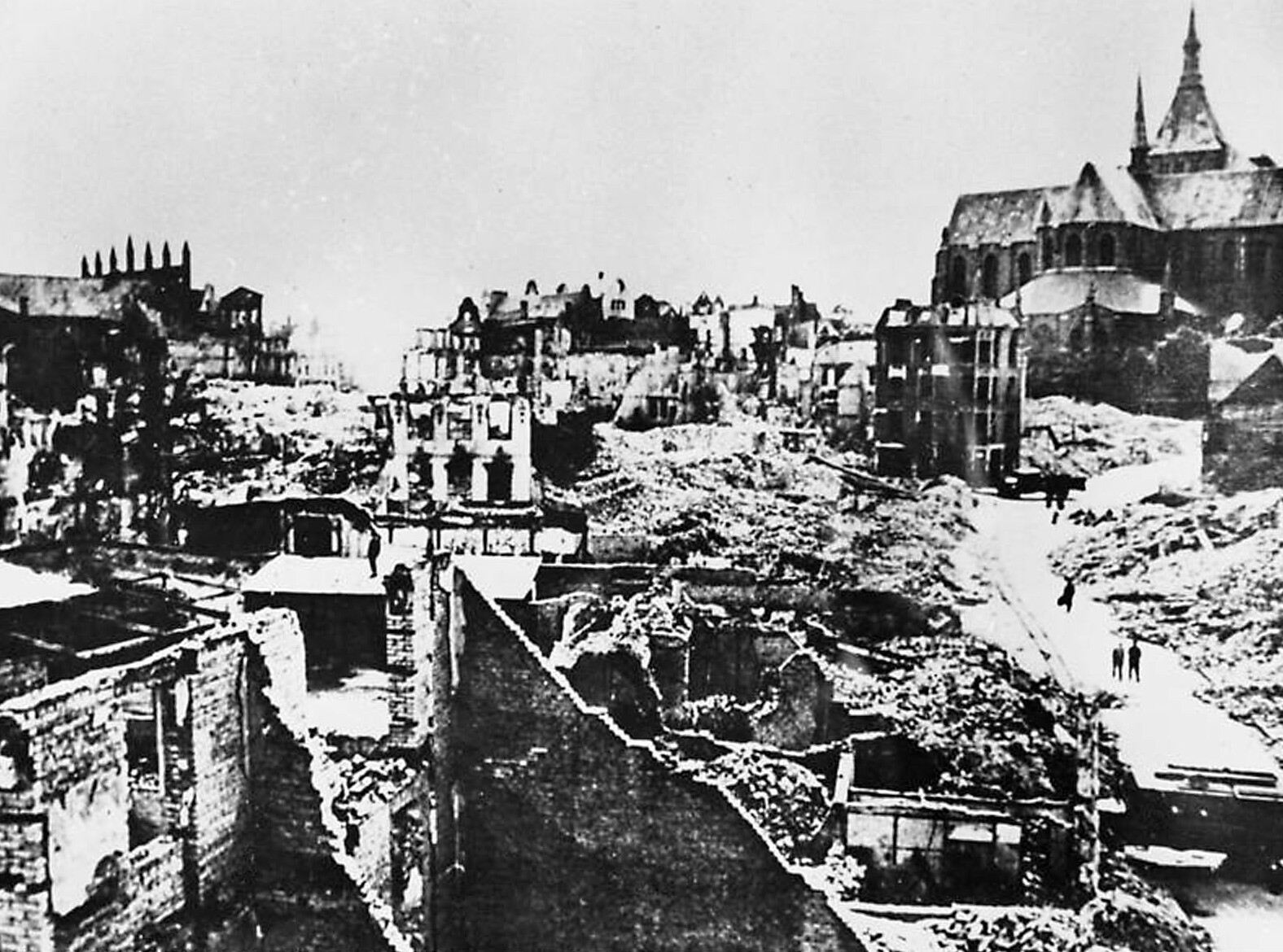
Rostock

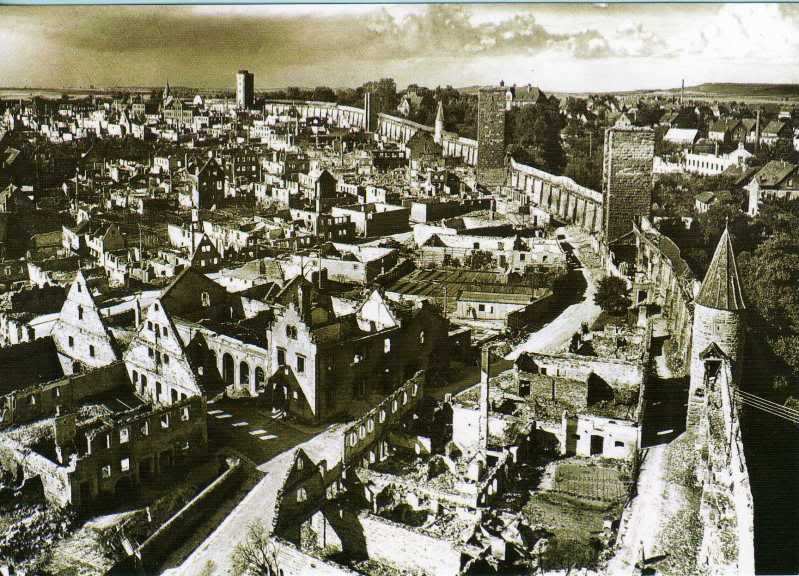
Rothenburg ob der Tauber, 1945

- Operation Double Strike, Regensburg
- Luftangriff auf Remagen[250]
- Luftangriff auf Remscheid[251]
- Luftangriffe auf Rendsburg[252]
- Luftangriffe auf Reutlingen[253]
- Luftangriffe auf Rheine[254]
- Luftangriff auf Rheinfelden[255]
- Luftangriff auf Rintheim[256]
- Luftangriff auf Roden[257]
- Luftangriffe auf Rosenheim[258]
- Luftangriffe auf Rostock[259]
- Luftangriff auf Roth[260]
- Luftangriffe auf Röthenbach an der Pegnitz[261]
- Luftangriff auf Rothenburg ob der Tauber[262]
- Luftangriff auf Rudolfshof[263]
- Luftangriffe auf das Ruhrgebiet
- Luftangriffe auf Rüsselsheim[264]

### S
- Luftangriffe auf Saalfeld
- Luftangriffe auf Saarbrücken[265]
- Luftangriff auf Salzwedel
- Luftangriffe auf Sangerhausen
- Luftangriffe auf St. Ingbert[266]
- Luftangriffe auf St. Pölten[267]
- Luftangriff auf Schenkenzell[268]

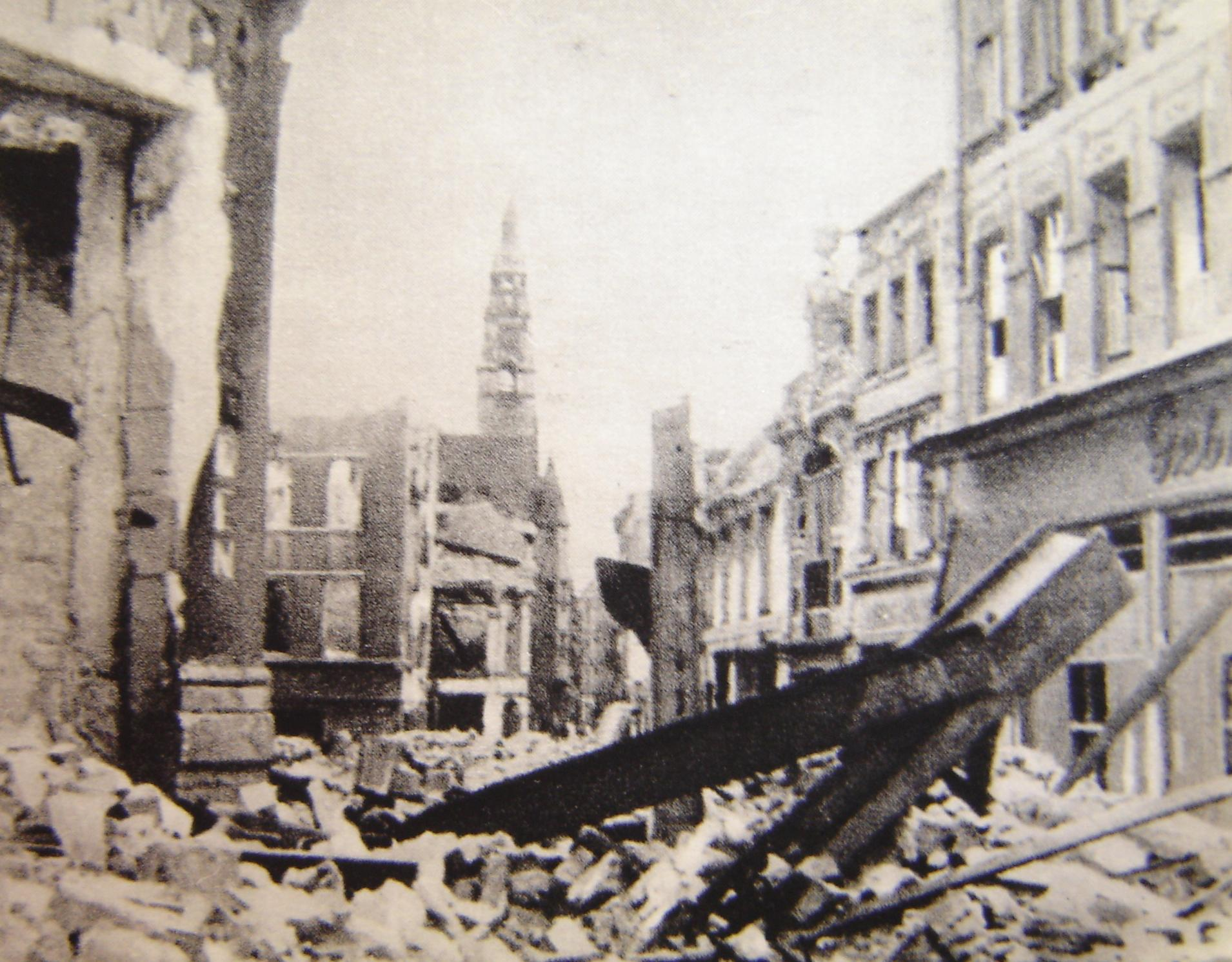
Stettin (1945)

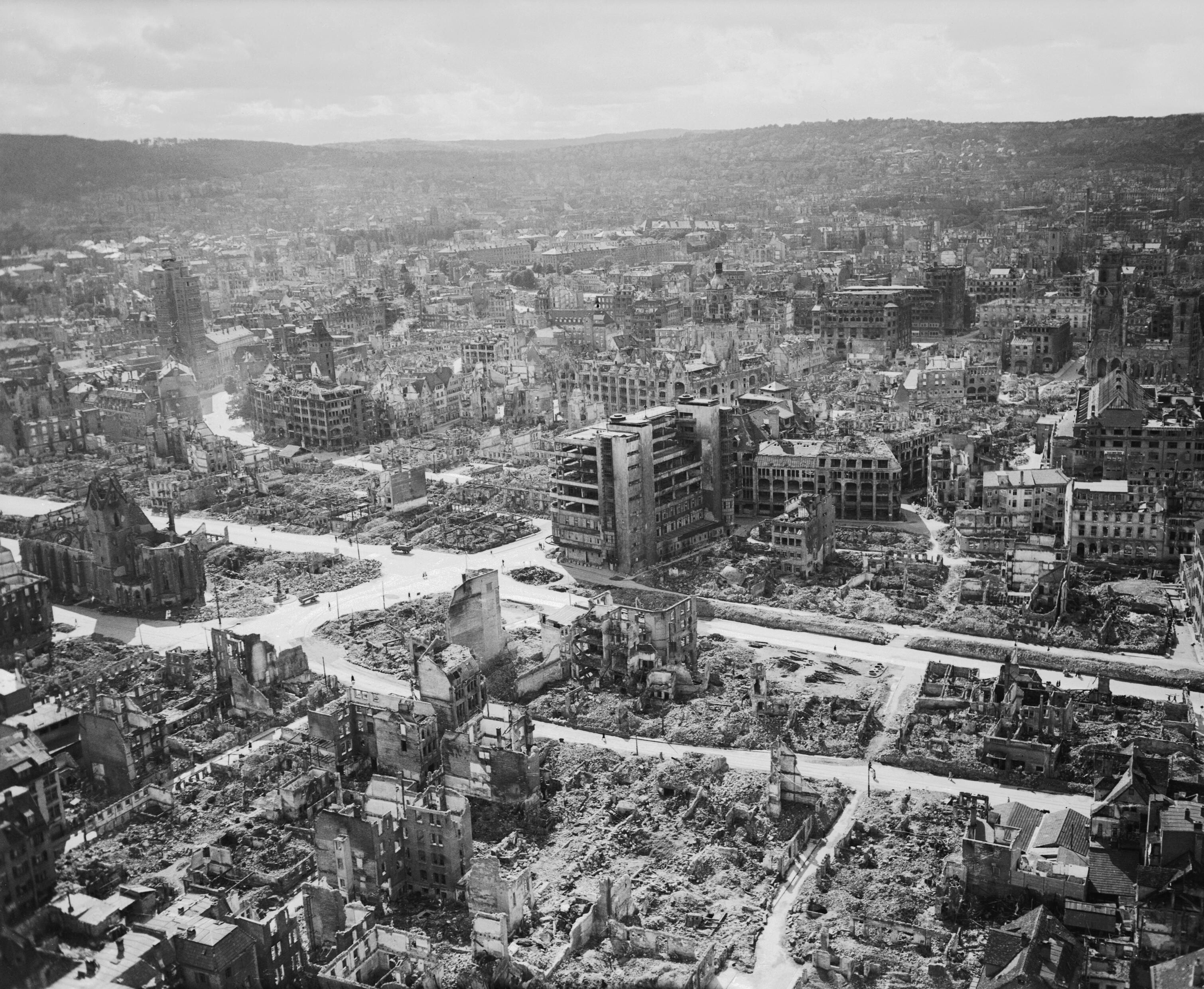
Stuttgart, 1945

- Luftangriffe auf das Buna-Werk Schkopau
- Luftangriff auf Schleiz
- Luftangriffe auf Schmalkalden
- Luftangriff auf Schömberg[269]
- Luftangriffe auf Schongau[270]
- Luftangriff auf Schrozberg[271]
- Luftangriff auf Schussenried[272]
- Luftangriffe auf Schwabach[273]
- Luftangriffe auf Schwabmünchen[274]
- Luftangriff auf Schwäbisch Hall[275]
- Luftangriff auf Schwäbisch Gmünd[276]
- Luftangriff auf Schwandorf[277]
- Luftangriffe auf Schwaigern (Württemberg)[278]
- Luftangriff auf Schweigern[167]
- Operation Double Strike, Schweinfurt
- Luftangriff auf Schwenningen[279]
- Luftangriffe auf Schwerin[280]
- Luftangriff auf Serres[281]
- Luftangriffe auf Siegen, siehe Siegen#Nationalsozialismus
- Luftangriff auf Simmozheim[282]
- Luftangriffe auf Sindelfingen[283]
- Luftangriff auf Sindringen[284]
- Luftangriffe auf Singen[285]
- Luftangriffe auf Soest[286]
- Luftangriffe auf Solingen
- Luftangriff auf Sondershausen
- Luftangriffe auf Sonthofen[287]
- Luftangriffe auf Spaichingen[288]
- Luftangriff auf Speele[289]
- Luftangriffe auf Stadtbergen[290]
- Luftangriff auf Stadtlohn[291]
- Luftangriff auf Staffort[292]
- Luftangriff auf Stammheim[293]
- Luftangriffe auf Starnberg[294]
- Luftangriff auf Staufen im Breisgau[295]
- Luftangriff auf Stein am Kocher[296]
- Luftangriffe auf Stein bei Nürnberg[297]
- Luftangriff auf Steinenbronn[298]
- Luftangriffe auf Stendal
- Luftangriffe auf Stephanskirchen[299]
- Luftangriffe auf Stettin[300]
- Luftangriffe auf Steyr[301]
- Bombenangriff auf Stralsund am 6. Oktober 1944
- Luftangriffe auf Straubing[302]
- Luftangriffe auf Stuttgart
- Luftangriff auf Swinemünde

### T

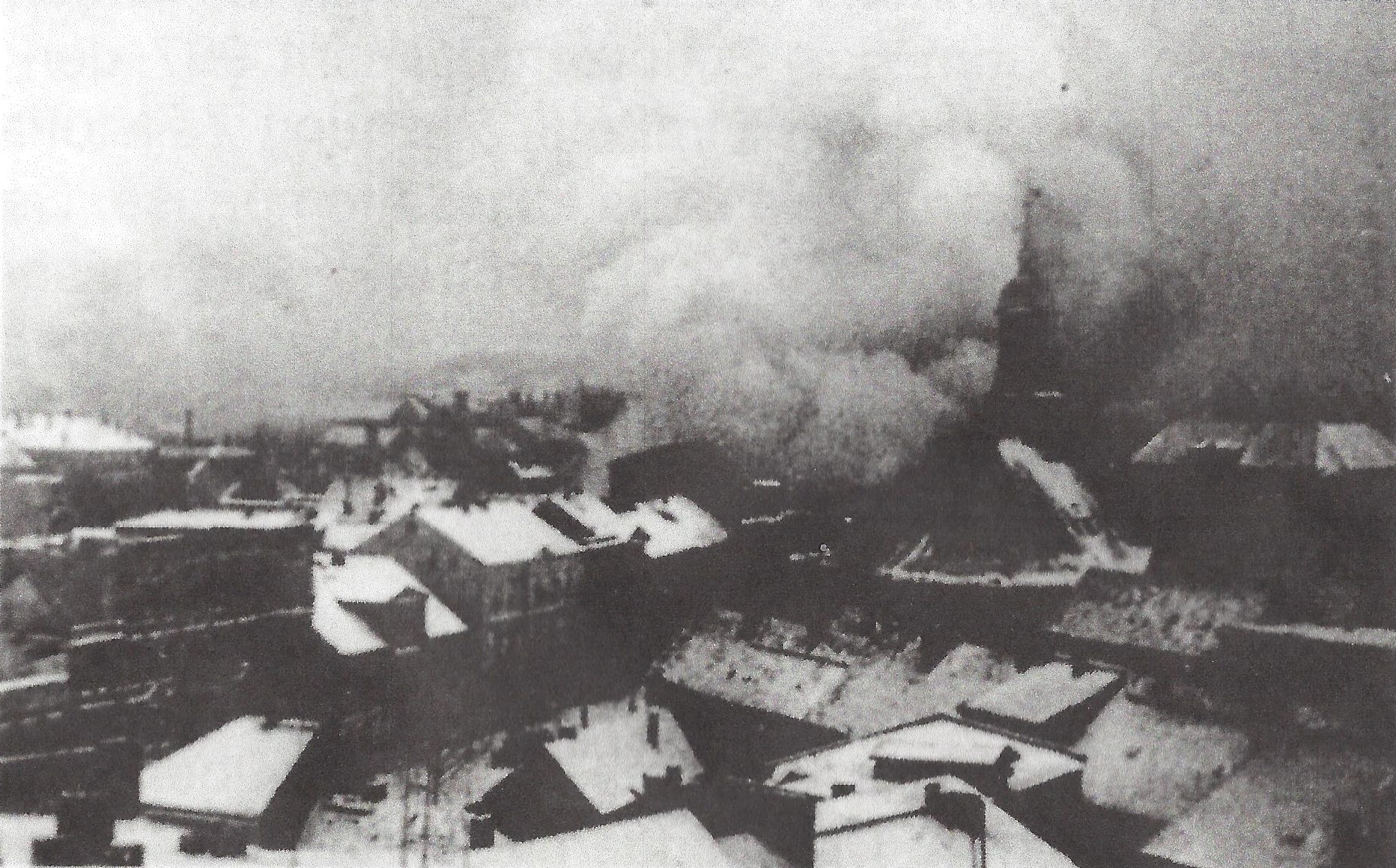
Tilsit, Januar 1945

- Luftangriffe auf Taufkirchen[303]
- Luftangriffe auf Tilsit
- Luftangriffe auf Tirschenreuth[304]
- Luftangriff auf Titisee[305]
- Luftangriffe auf Traunstein[306]
- Luftangriffe auf Treuchtlingen[307]
- Luftangriff auf Trichtingen[308]
- Luftangriffe auf Trier[309][310]
- Luftangriffe auf Trossingen[311]
- Luftangriff auf Trostberg[312]
- Luftangriffe auf Tübingen[313]
- Luftangriff auf Tuttlingen[314]

### U
- Luftangriff auf Überlingen[315]
- Luftangriffe auf Uffenheim[316]
- Luftangriffe auf Ulm
- Luftangriffe auf Unteraichen[317]
- Luftangriffe auf Unterhaching[318]
- Luftangriff auf Unterheimbach[319]
- Luftangriff auf Unterheinriet[320]
- Luftangriffe auf Unterschleißheim[321]
- Luftangriff auf Urach[322]

### V
- Luftangriff auf Versen[323]
- Luftangriff über Viersen[324]
- Luftangriffe auf Villach
- Luftangriff auf Villingen[325]
- Luftangriffe auf Vöhringen[326]
- Luftangriffe auf Völklingen[327]
- Luftangriff auf Vorhof[328]

### W
- Luftangriffe auf Waldkraiburg[329]
- Luftangriffe auf Waldsassen[330]
- Luftangriff auf Walldürn[331][332]

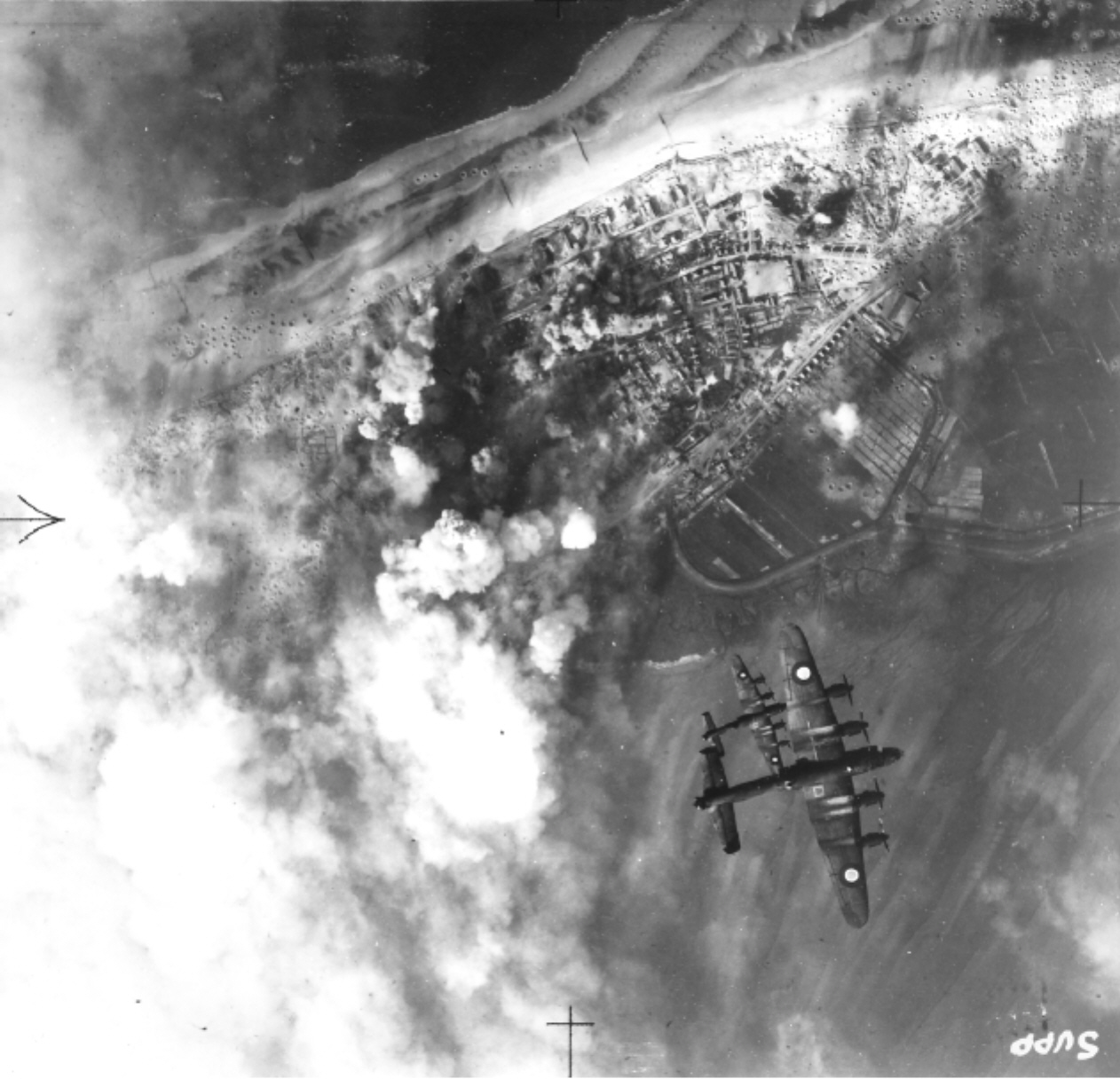
Bombardierung von Wangerooge am 25. April 1945

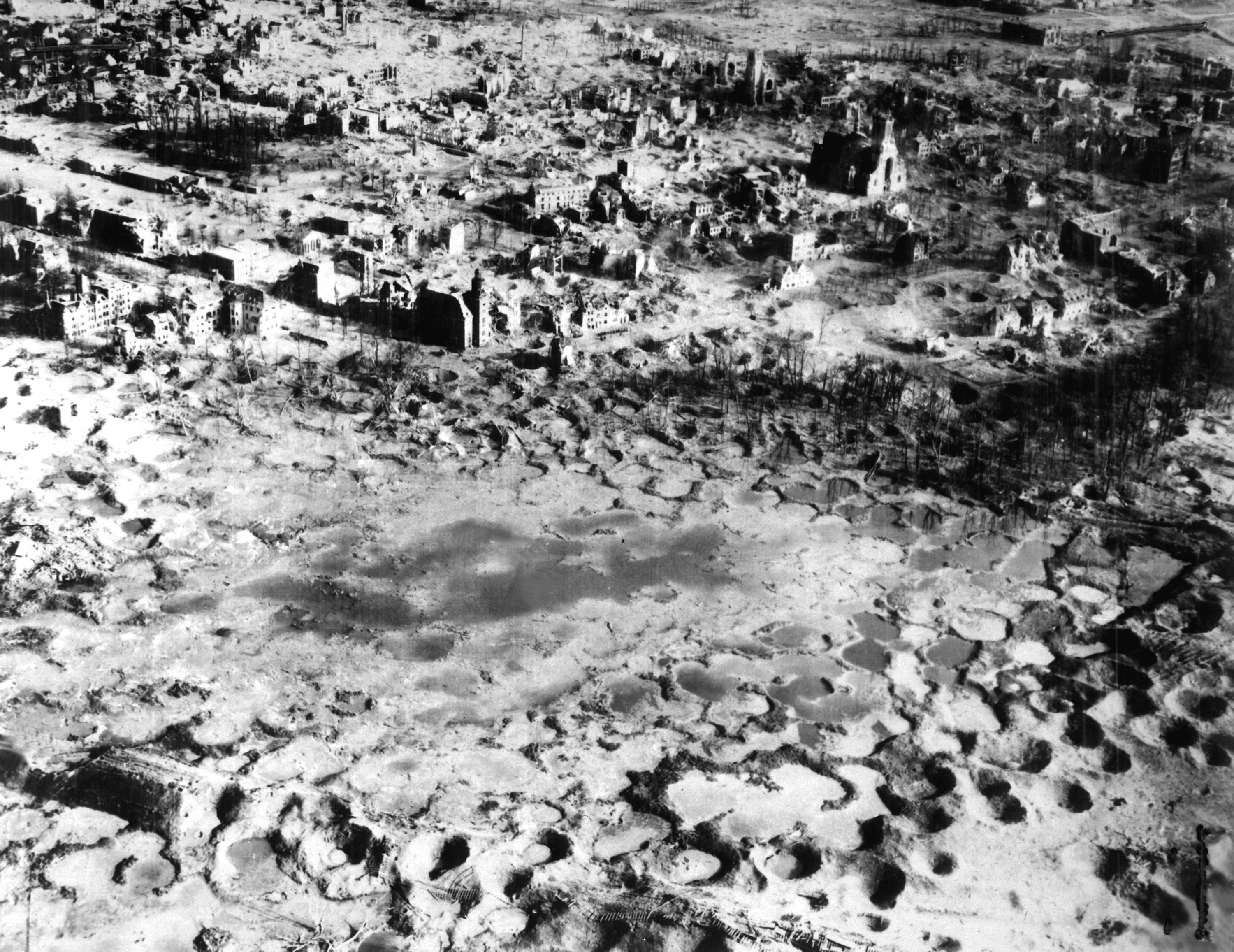
Wesel, 1945

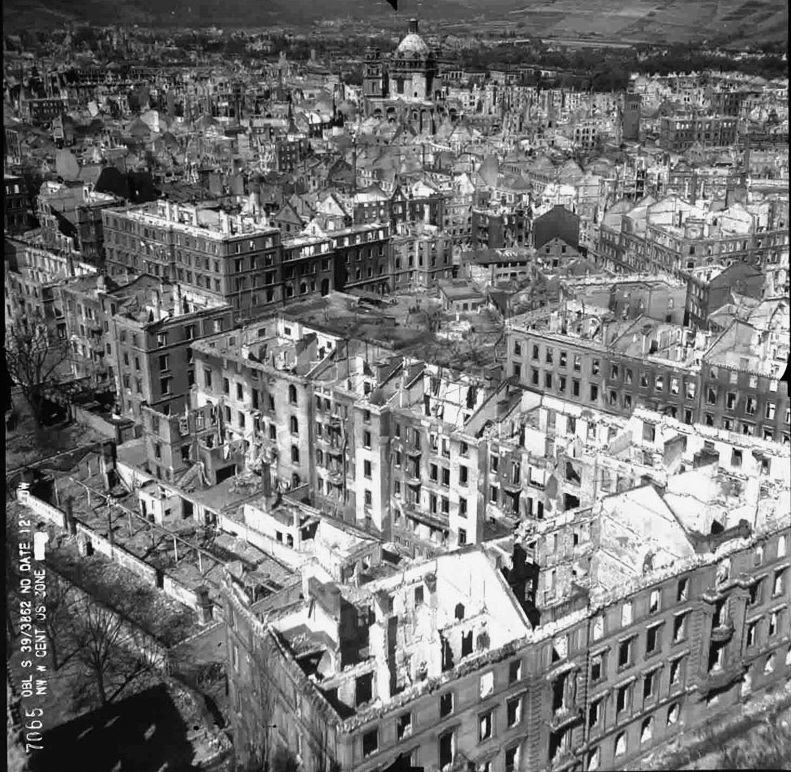
Würzburg, November 1945

- Luftangriff auf Wallhausen (Helme)
- Luftangriff auf Wallhausen (Württemberg)[333]
- Luftangriff auf Wangerooge am 25. April 1945
- Luftangriff auf Wäschenbeuren[334]
- Luftangriffe auf Wehrden (Saar)[335]
- Luftangriffe auf Weiden in der Oberpfalz[336]
- Luftangriffe auf Weilheim[337]
- Luftangriff auf Weilimdorf[338]
- Luftangriffe auf Weimar
- US-Tieffliegerangriff bei Weimar (27. Februar 1945)
- Luftangriff auf Weinsberg[339]
- Luftangriffe auf Wels[340]
- Luftangriff auf Welzheim[341]
- Luftangriff auf Wendlingen[342]
- Luftangriffe auf Wernigerode
- Luftangriffe auf Wesel
- Luftangriffe auf Wesermünde (Bremerhaven)
- Luftangriffe auf Wetzlar
- Luftangriffe auf Wiesbaden[343]
- Luftangriff auf Wiesensteig[344]
- Luftangriff auf Wiesental[345]
- Luftangriff auf Wildberg[346]
- Luftangriff auf Wilferdingen[347]
- Luftangriffe auf Wilhelmshaven
- Luftangriffe auf Wismar[348]
- Luftangriff auf Wittlich[349]
- Luftangriff auf Wittstock/Dosse[350]
- Luftangriffe auf Wörgl[351]
- Luftangriffe auf Worms
- Luftangriffe auf Wunsiedel[352]
- Bombenangriff auf Würzburg am 16. März 1945
- Luftangriffe auf Wuppertal

### X
- Luftangriff auf Xanten

### Z
- Luftangriffe auf Zeitz
- Luftangriffe auf Zerbst
- Luftangriffe auf Zirndorf[353]
- Luftangriff auf Zorge[354]

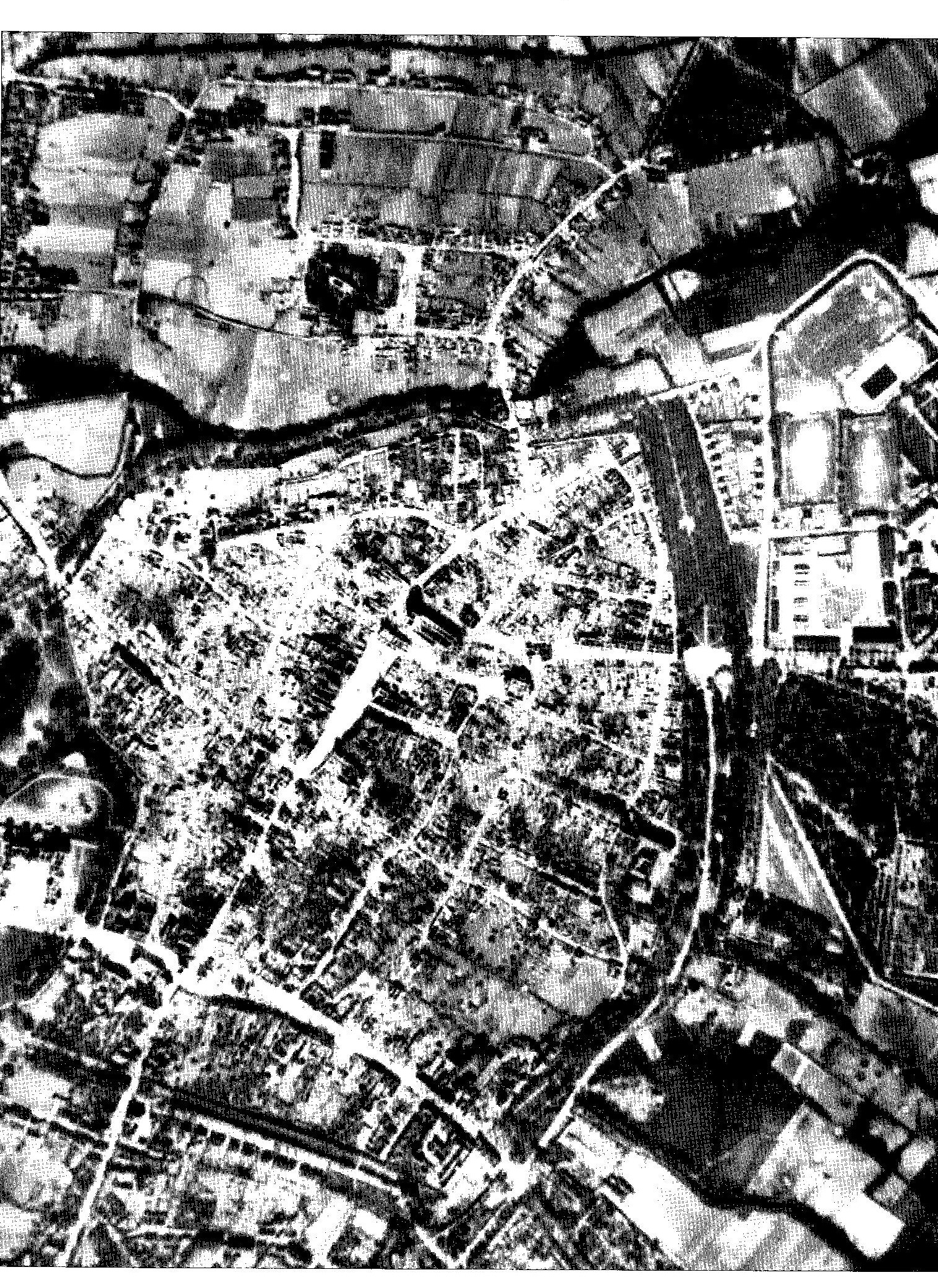
Zerbst, 1945

- Luftangriff auf Zweibrücken am 14. März 1945
- Luftangriffe auf Zwickau
- Luftangriffe auf Zwiesel[355]

## Siehe auch

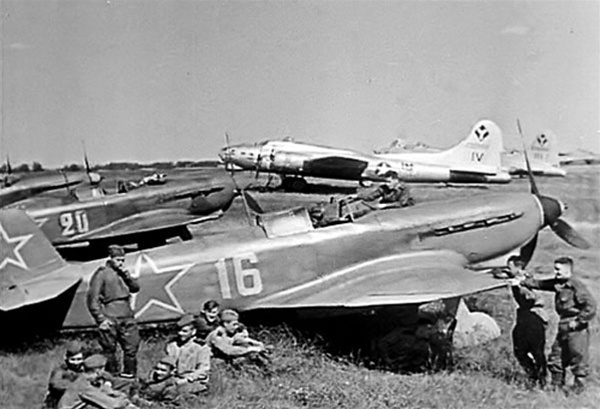
Operation Frantic

## Nicht durchgeführte Luftangriffe
- Operation Thunderclap (Berlin)